# Regno d'Ungheria (1000-1538)
Il Regno d'Ungheria fu l'entità statale costituita in una vasta porzione dell'Europa centrale dagli Ungheresi ed esistita dall'anno 1000 o 1001 (incoronazione di re Stefano I) fino al 1538 (firma del trattato di Gran Varadino).
Subentrata al principato prima esistente, la nuova realtà politica vide il suo primo sovrano rafforzare l'autorità centrale e imporre il cristianesimo come religione di Stato in tutto il suo territorio. Anche se le fonti scritte enfatizzano il ruolo giocato da cavalieri e da monaci missionari tedeschi e italiani nel processo, una parte significativa del vocabolario ungherese per l'agricoltura, la religione e l'amministrazione dello stato venne preso dalle lingue slave. Le guerre civili, le sommosse dei pagani e i continui tentativi del Sacro Romano Impero di espandersi nell'area, resero frammentata l'autorità della nuova monarchia. La posizione si stabilizzò sotto Ladislao I (1077-1095) e Colomanno (1095-1116). Questi occuparono la Croazia e la Dalmazia, ma entrambi i reami vennero mantenuti autonomi: al contempo, continuò a susseguirsi un processo demografico che rese etnicamente variegato il regno.
Ricco di terre da coltivare e di argento, oro e depositi salini, il regno divenne l'obiettivo preferito dei coloni dell'Europa occidentale. Il loro arrivo contribuì allo sviluppo di Esztergom, Székesfehérvár e molti altri insediamenti. Situata sul crocevia di importanti strade internazionali, l'Ungheria risentiva di diverse culture. Architetture romaniche, gotiche e rinascimentali si avvicendavano sul suo territorio così come opere letterarie latine, cattoliche, ortodosse e addirittura islamiche o non cristiane. Il latino era la lingua della legislazione, dell'amministrazione e della giustizia, ma coesisteva in Ungheria un «pluralismo linguistico» (János M. Bak) che contribuì alla sopravvivenza di diverse lingue, tra cui la grande varietà dei dialetti slavi.
La predominanza di territori soggetti direttamente al sovrano assicurò in un primo momento ai re d'Ungheria una posizione preminente, ma la successiva alienazione delle terre e l'emersione di alcuni gruppi di proprietari terrieri minori la mise ben presto in difficoltà. Furono proprio questi aristocratici a costringere Andrea II a concedere la sua Bolla d'Oro del 1222, «uno dei primi esempi di limitazione costituzionale su un monarca europeo».
Il regno ricevette un'ulteriore stoccata dall'invasione mongola del 1241-1242 che portò all'insediamento di gruppi cumani e jassici nelle terre centrali dell'Ungheria e nuovi coloni giunsero dalla Moravia, dalla Polonia e da altri paesi vicini. Dopo un periodo di interregno, il potere reale venne restaurato con Carlo I (1308-1342), membro della casata d'Angiò. Le miniere d'oro e d'argento vennero aperte in gran numero e sul finire del Quattrocento esse già rappresentavano un terzo della produzione mondiale. Il regno raggiunse il picco del suo potere sotto Luigi il Grande (1342–1382) che guidò delle campagne militari contro il Granducato di Lituania, l'Italia meridionale e altri territori circostanti.
L'espansione dell'Impero ottomano raggiunse i confini del regno ungherese durante il governo di Sigismondo di Lussemburgo. Nei decenni successivi il talentuoso comandante János Hunyadi diresse gli scontri con gli ottomani. La sua vittoria a Belgrado nel 1456 stabilizzò la frontiera meridionale del regno per quasi cinquant'anni. Il primo re d'Ungheria senza antenati dinastici fu Mattia Corvino (regno: 1458-1490), che guidò diverse campagne di successo e divenne anche Re di Boemia e Duca d'Austria servendosi della sua Armata nera. Sotto il suo regno, l'Ungheria divenne la prima nazione europea ad adottare lo stile rinascimentale italiano.
I territori del regno decrebbero progressivamente con l'espansione dell'Impero ottomano nel XVI secolo. L'area venne suddivisa in due parti nel 1538 secondo il trattato di Gran Varadino e per via dell'occupazione ottomana nel 1541 il paese venne suddiviso ulteriormente in tre parti: una porzione centrale occupata dall'Impero ottomano col nome di Eyalet di Budin, una parte ad occidente chiamata Ungheria Reale ove i nobili locali elessero a loro re l'imperatore Ferdinando I d'Asburgo nella speranza di espellere i Turchi e riconquistare il regno ungherese riunendolo, e un Regno dell'Ungheria orientale indipendente che verrà però poi unito al Principato di Transilvania.

## Storia

### La prima Ungheria (895-1000)
Gli Ungari conquistarono il bacino dei Carpazi tra la fine del IX e l'inizio del X secolo. Qui essi trovarono una popolazione essenzialmente di lingua slava. Dalla loro nuova patria, gli ungheresi lanciarono molte spedizioni di saccheggio verso diverse regioni europee. Le loro incursioni contro l'Europa occidentale vennero fermate solo dal futuro imperatore Ottone I, che li sconfisse nella battaglia di Lechfeld del 955.

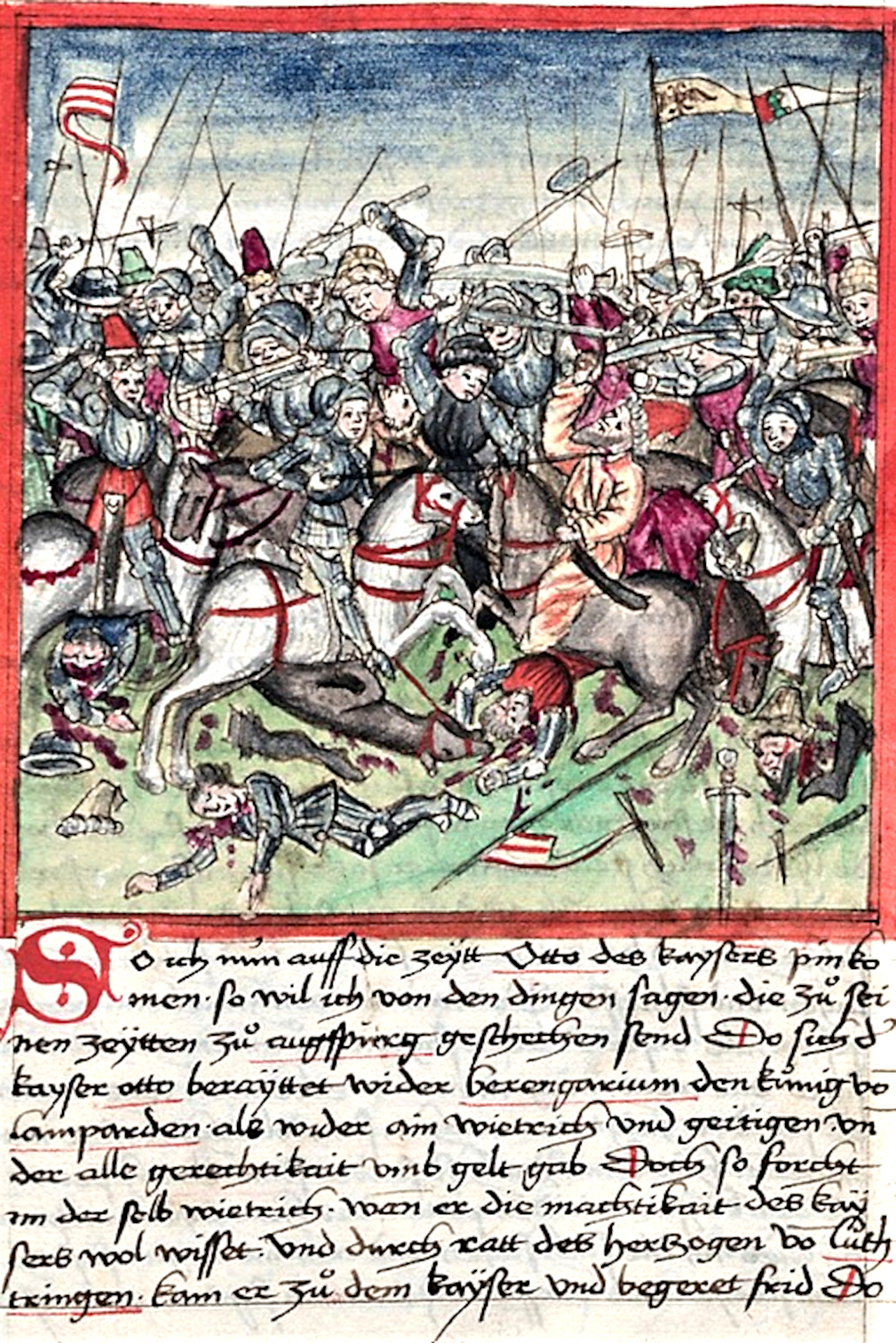
La battaglia di Lechfeld (10 agosto 955)

Vivendo in famiglie patrilineari, gli Ungheresi erano organizzati in clan che formavano a loro volta delle tribù. La confederazione tribale era capeggiata da un Gran Principe, quasi sempre un membro della famiglia discendente da Árpád, il primo capo degli ungheresi. Autori contemporanei descrivono gli Ungari come una popolazione nomade, ma Ibn Rusta e altri autori hanno dimostrato che già da tempi antichi essi si dedicavano anche all'agricoltura per aratura. Allo stesso modo, un gran numero di parole in uso nella lingua ungara erano di derivazione slava, che dimostra come il modo di vivere degli ungari nell'Europa centrale si sottoponesse ai mutamenti fondamentali. La coabitazione di Ungari e gruppi etnici locali si rifletté anche nella creazione della "Cultura di Bijelo Brdo", che emerse a metà del X secolo.
Anche se pagani, gli Ungari si dimostrarono tolleranti verso cristiani, ebrei e musulmani. La Chiesa bizantina ebbe fortuna col proselitismo presso queste popolazioni: nel 948 l'Horka, e attorno al 952 il Gyula vennero battezzati a Costantinopoli. In contrasto con loro, il gran principe Géza (970 circa-997) ricevette il battesimo secondo il rito latino. Egli eresse una fortezza e invitò i guerrieri stranieri a sviluppare con lui un nuovo esercito basato sulla cavalleria pesante. Géza inoltre fece sposare suo figlio Stefano con Gisella di Baviera, membro della famiglia imperiale.
Quando Géza morì nel 997, suo figlio dovette combattere per la sua successione con Koppány, membro primogenito della casata degli Arpadi. Assistito dalla cavalleria pesante tedesca, Stefano uscì vincitore nella battaglia decisiva del 998. Egli richiese la corona reale a papa Silvestro II che gliela garantì col consenso dell'imperatore Ottone III.

### Re Santo Stefano I (1000-1038) e la fondazione della monarchia cristiana
"Se un guerriero rapisce una ragazza per farne sua moglie senza il consenso dei suoi genitori, Noi decretiamo che la ragazza debba tornare ai suoi genitori, persino se vi sia fatta forza, e l'adduttore dovrà pagare dieci vacche per il suo delitto, anche se viene concessa la possibilità di riappacificarsi con la famiglia della ragazza."
Libro Primo delle Leggi di Re Stefano I

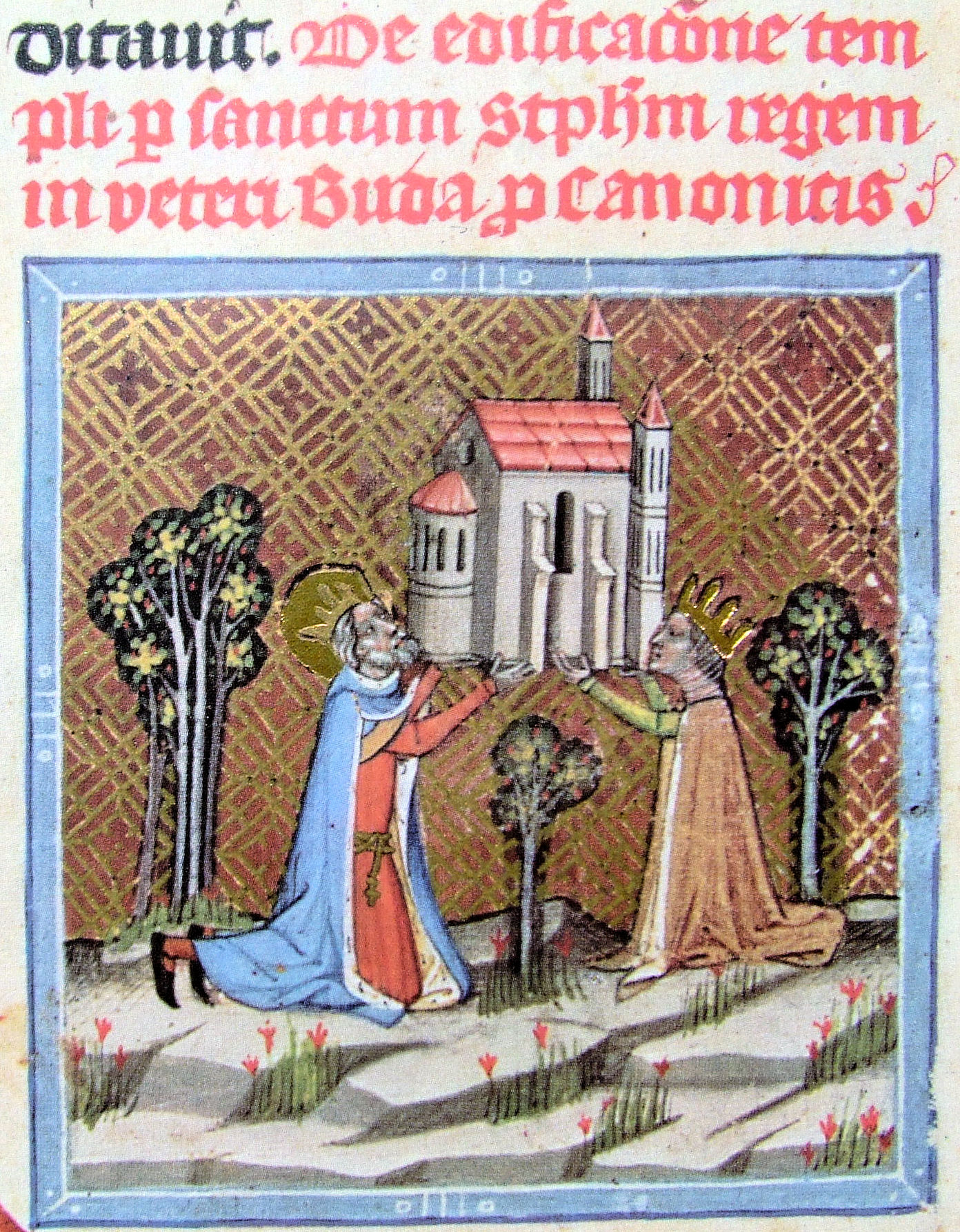
Re Santo Stefano d'Ungheria e sua moglie nell'atto di fondare la chiesa di Óbuda

Stefano venne incoronato primo re d'Ungheria il 25 dicembre dell'anno 1000 o il 1º gennaio del 1001. Egli consolidò il proprio potere trattenendo a sé le redini dei governanti locali, tra cui spiccava suo zio materno, Gyula. Egli diede prova della sua forza militare quando respinse l'invasione di Corrado II il Salico nel 1030. A quel tempo, il regno era difeso da confini naturali quali montagne e barricate naturali in pietra e questo facilitò di molto le opere di difesa. Una zona denominata gyepü venne intenzionalmente lasciata disabitata per propositi difensivi lungo la frontiera. Gran parte delle fortezze altomedievali vennero fortificate.
La visione di Stefano I dell'amministrazione dello stato venne riassunta nel 1015 nella sua opera conosciuta col nome di Admonitiones. Egli indicava che «il paese che dispone di una sola lingua e un solo costume è debole e fragile», enfatizzando l'aspetto positivo dei coloni stranieri e degli immigrati. Stefano I sviluppò lo stato sul modello delle monarchie a lui contemporanee nell'Europa occidentale. Le contee (distretti organizzati attorno ad una fortezza militare capeggiata da un ufficiale reale noto col nome di ispán) divennero le unità basilari dell'amministrazione.
Egli fondò delle diocesi e anche un arcivescovato, oltre a fondare diversi monasteri benedettini. Egli prescrisse che ogni dieci villaggi dovesse esserci una chiesa parrocchiale. Queste prime chiese erano realizzate di semplice legno, ma la basilica reale di Székesfehérvár venne costruita in pietra e in puro stile romanico.
Le leggi di Stefano I prevedevano l'adozione, anche con la forza, del cristianesimo. Egli si prodigò in particolar modo a favore del matrimonio cristiano contro la poligamia e altri costumi tradizionali. Cinture decorate e altri oggetti tipici della moda pagana scomparvero. Gli uomini comuni iniziarono a indossare lunghi mantelli di lana, mentre i più ricchi persistettero nell'indossare dei kaftan di seta, decorati di pelliccia.
Sotto l'aspetto legislativo, la società altomedievale era divisa in uomini liberi e schiavi, ma esistevano anche categorie intermedie. All'epoca di Stefano I in Ungheria gli uomini liberi avevano la capacità legale di poter disporre di proprietà. A ogni modo, gran parte di loro erano legati al monarca o a un ricco signore locale per motivi economici, di lavoro o di dipendenza. Lo status intermedio tra uomini liberi e schiavi era quello degli udvornici, i quali, pur disponendo di una propria proprietà privata, ne mantenevano solo il 50% per sé e l'altra metà la cedevano al signore locale in cambio di protezione.

### Le rivolte pagane, le guerre ed il consolidamento (1038-1116)

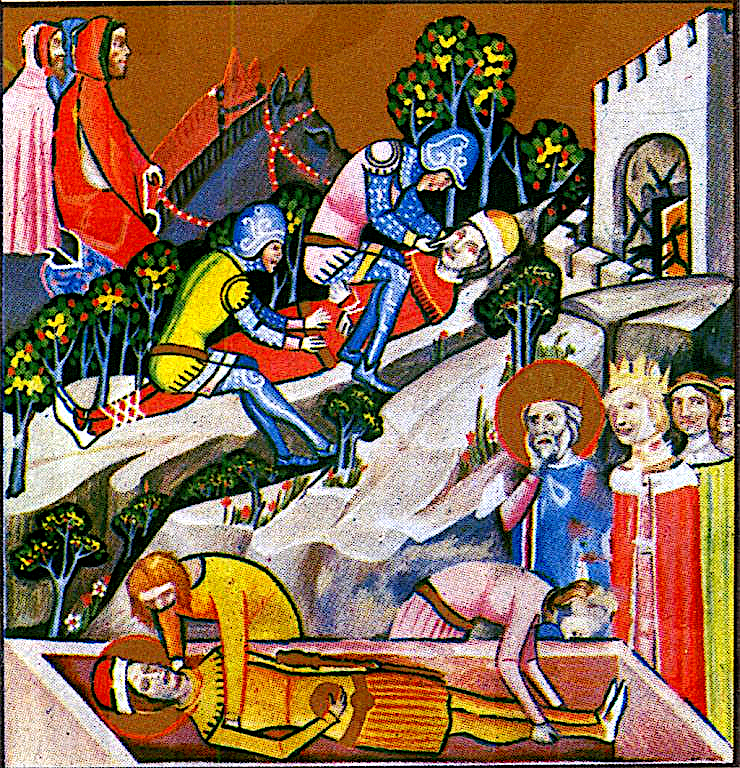
Re Stefano al funerale di suo figlio, Emerico

Stefano I sopravvisse a suo figlio Emerico, fatto che causò una crisi durata per quattro decenni. Il monarca che considerava suo cugino Vazul inadatto a succedergli, nominò invece il figlio di sua sorella, il veneziano Pietro Orseolo quale suo erede. Vazul venne accecato, i suoi tre figli espulsi e pertanto Pietro succedette a suo zio nel 1038. Le sue preferenze per cortigiani di origine non ungherese portò ben presto però a una ribellione, che si concluse con la sua deposizione in favore del signore locale, Samuel Aba, anch'egli imparentato direttamente con la famiglia reale ungherese. Sostenuto dall'imperatore Enrico III, re Pietro fece ritorno nel 1044 sul trono, ma dovette accettare la sovranità dell'imperatore. Il suo secondo periodo di regno terminò con una nuova ribellione, questa volta proposta da quanti credevano nel ritorno del paganesimo.
A ogni modo, molti si erano opposti all'idea di distruggere la monarchia cristiana creatasi, a favore di una pagana. La corona regale venne pertanto proposta ad Andrea, uno dei figli di Vazul che tornò, sconfitto re Pietro, e sconfisse i pagani nel 1046. La sua cooperazione col fratello Bela, comandante militare di grande talento, assicurò all'Ungheria la vittoria negli scontri con l'imperatore Enrico III, che tentò più volte di conquistare il regno tra il 1050 ed il 1053.
Una nuova guerra civile scoppiò quando il duca Bela pretese la corona per sé stesso nel 1059, ma i suoi tre figli accettarono invece il governo di Salomone, figlio di Andrea I, nel 1063. Inizialmente, il giovane re e i suoi cugini, cooperarono (ad esempio sconfiggendo insieme le bande che andavano saccheggiando la Transilvania nel 1068), ma i loro conflitti interni per predominare portarono a una nuova guerra civile nel 1071. Lo scontro terminò con l'abdicazione di Salomone in favore di uno dei suoi cugini, Ladislao.
"Nessuno possa vendere o comprare se non in un mercato. Se ciò avvenisse fuori dal mercato e per di più ricettando materiale rubato, tutti periscano: il compratore, il venditore e gli eventuali intermediari. Se ad ogni modo si trovasse un accordo tra le parti, il compratore perderebbe l'oggetto che passerebbe al suo originario proprietario ed in cambio verrà scambiato altro di modo che però il venditore ladro non ci guadagni. Ma se invece lo scambio avvenisse in un mercato, l'accordo dovrà essere concluso davanti ad un giudice e se in questo caso la merce apparisse essere stata rubata, l'acquisitore finale non avrà pene a suo carico (...). "
Libro Secondo delle Leggi di Re Ladislao I

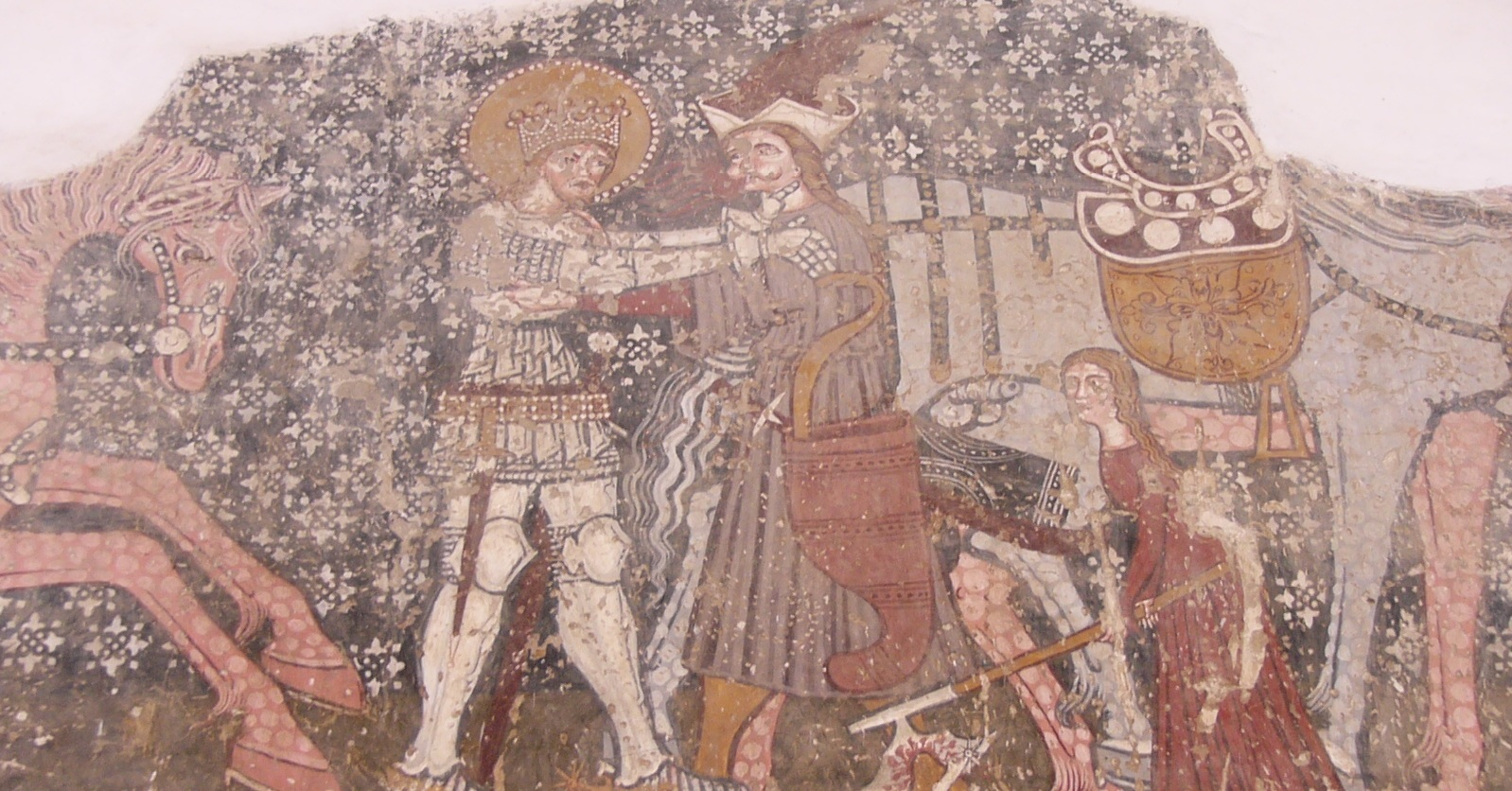
Il leggendario combattimento del santo re Ladislao con un guerriero cumano

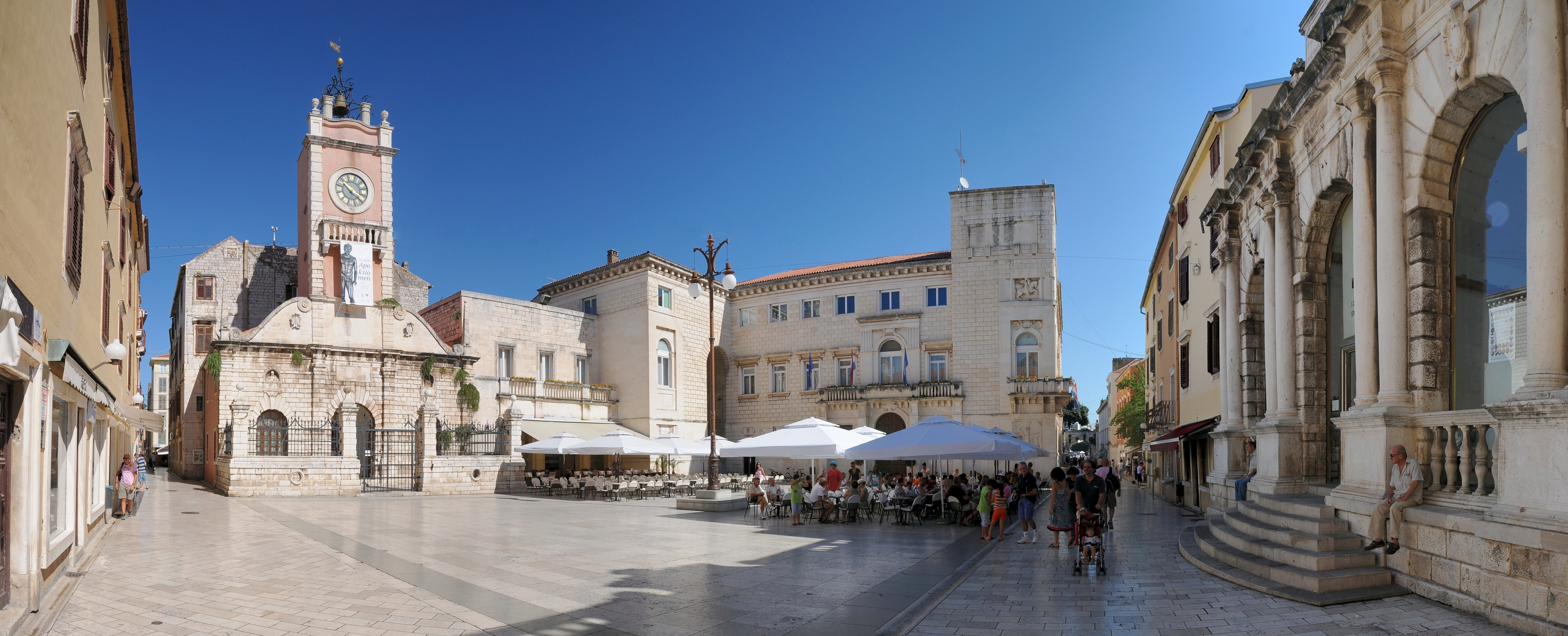
Zara, città della Dalmazia, accetta la sovranità di re Colomanno.

Il nuovo re promulgò delle leggi che prescrissero delle pene draconiane contro i criminali. Le sue leggi regolarono inoltre i costumi di pagamento, nonché il pagamento delle tasse e le regole per la loro imposizione. Egli proibì agli Ebrei di tenere dei servi cristiani, favorendo invece la conversione dei locali musulmani conosciuti col nome di böszörmény.
Alla morte del cognato, re Zvonimiro di Croazia, nel 1089 o nel 1090 re Ladislao I ottenne l'opportunità per poter pretendere anche quella corona. In breve tempo, le sue truppe occuparono gran parte della Croazia, sebbene un pretendente locale, Petar Svačić, resistesse sul Monte Petrova. Da quella conquista in poi, Croazia e Ungheria rimasero connesse per circa nove secoli.
Ladislao I nominò suo nipote, il principe Álmos quale amministratore della Croazia. Sebbene ultrogenito, Álmos era stato preferito a suo fratello Colomanno in quanto il re prevedeva per lui la successione al regno d'Ungheria. Come previsto, Colomanno succedette a suo zio nel 1095, mentre Álmos ricevette un ducato separato sotto la sovranità del fratello. Anche se le relazioni tra i due fratelli rimasero tese durante tutto il regno di Colomanno (che infine fece accecare Álmos e suo figlio infante), inizialmente essi cooperarono.
Poco tempo dopo la sua ascesa, Colomanno fermò due bande di crociati che stavano saccheggiando i confini occidentali del suo regno e sconfisse Petar Svačić in Croazia. Sul finire dell'XI secolo i Pacta conventa stabilirono che Colomanno dovesse essere incoronato re di Croazia dopo il raggiungimento di un accordo con dodici rappresentanti dell'aristocrazia locale. Sebbene siano in molti oggi a ritenerlo un falso storico, il documento riflette lo status della Croazia di quel tempo, che di fatto non venne mai incorporata direttamente nell'Ungheria. Per contrasto, la regione compresa tra il monte Petrova e il fiume Drava, conosciuta come Slavonia, divenne strettamente connessa all'Ungheria. Qui molti nobili magiari ricevettero terre dai loro monarchi. Zara, Spalato e altri villaggi della Dalmazia accettarono la sovranità di Colomanno nel 1105, ma mantennero il diritto di nominare propri vescovi e capi locali. In Croazia e in Slavonia, il sovrano ungherese era rappresentato da un governatore col titolo di bano. Altro ufficiale regio era invece il voivoda, che amministrava la Transilvania, territorio confinario del regno.
Come Ladislao I, Colomanno diede prova di essere un grande legislatore, ma prescrisse punizioni meno severe rispetto a suo zio. Egli ordinò che le transazioni tra cristiani ed ebrei dovessero essere poste per iscritto. Intensificò invece le leggi sui musulmani, costringendo le loro figlie a sposare uomini di fede cristiana così da limitare il fenomeno religioso dell'islam. La presenza di mercanti ebrei e musulmani nel regno era il sintomo evidente del crocevia che esso rappresentava sulla rotta Costantinopoli-Ratisbona-Kiev. Diffuso divenne anche il commercio locale, il che permise a Colomanno di raccogliere la marturina, una tassa tradizionale sui beni scambiati.

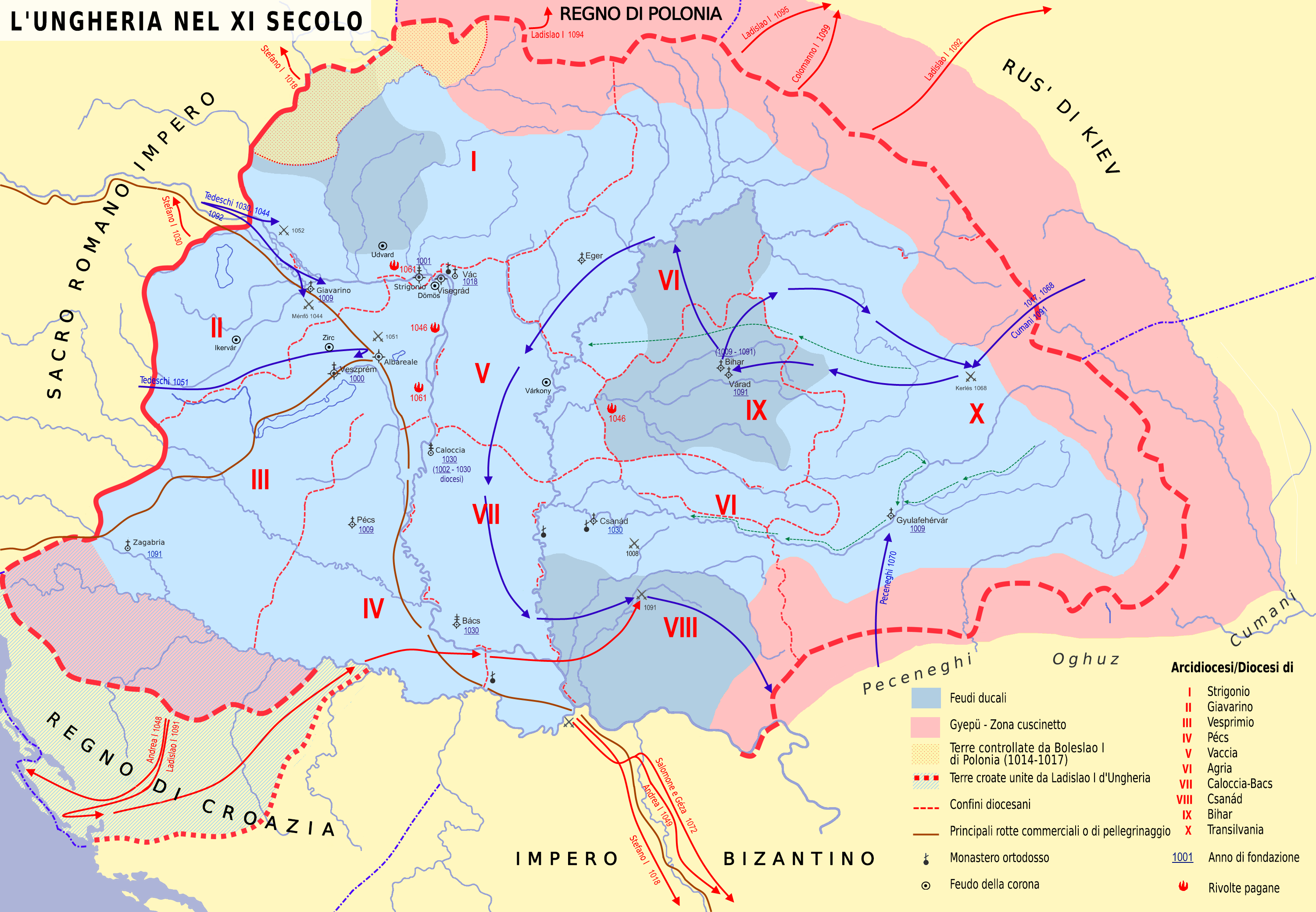
Il Regno d'Ungheria sul finire del XII secolo.

Il regno, con una densità di 4/5 abitanti per chilometro quadrato, era scarsamente popolato. I distretti di Eger, Pécs e Gran Varadino erano i principali punti di presenza degli "stranieri" di lingua romancia, mentre luoghi come Németi e Szászi si riferiscono a insediamenti di lingua germanofona. Gran parte della popolazione era composta da contadini, impegnati a coltivare unicamente le terre più fertili, spostandosi solo in seguito quando le terre divenivano esauste. Il frumento era più coltivato del grano, mentre l'orzo veniva coltivato per la produzione casalinga della birra. L'allevamento degli animali rimase un importante settore dell'agricoltura, il che implementò la crescita e la coltivazione di miglio e legumi per il foraggio. Pesca e caccia contribuivano inoltre al nutrimento della popolazione, dal momento che ogni cittadino libero aveva il permesso di cacciare nelle grandi foreste reali che si estendevano per gran parte del territorio.

### Colonizzazione ed espansione (1116–1196)
«Se qualcuno del rango di conte ha commesso un reato o un'offesa al re, un emissario regio lo raggiunga, ne confischi le proprietà e lo ponga in catene, predisponendo per lui una qualche forma di punizione. Nessun processo è previsto per i suoi pari, (…) a loro non viene offerta alcuna opportunità di difendersi, ma l'unica volontà è quella del principe a essere sovrana».

Ottone di Frisinga, Gesta Friderici Imperatoris

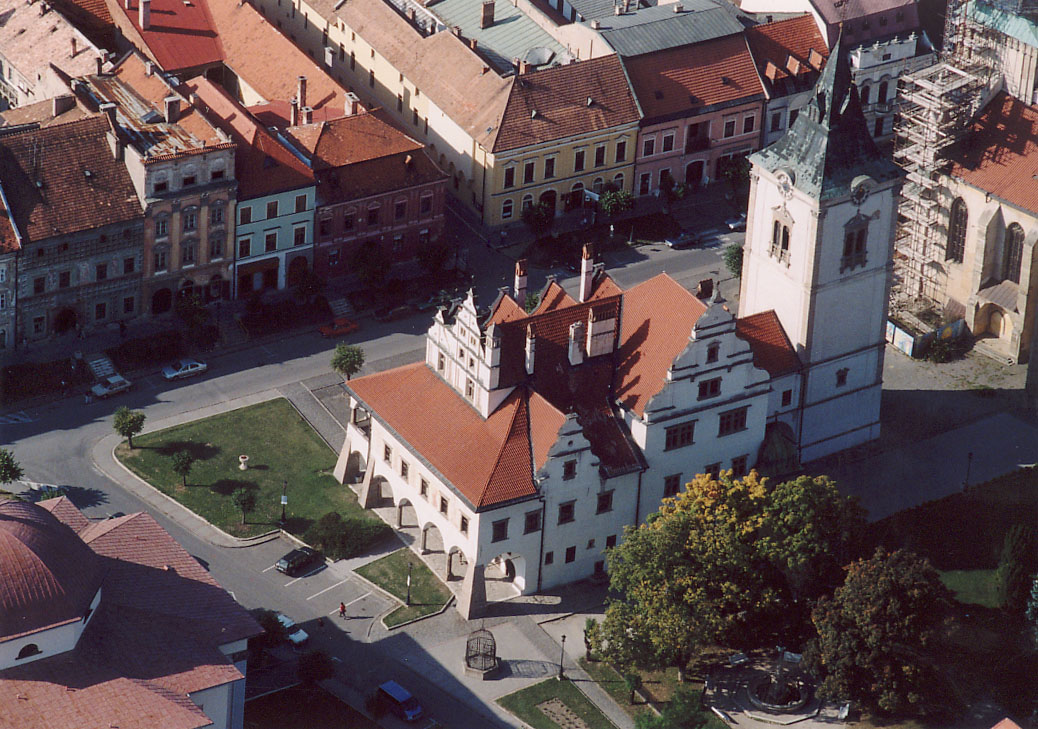
Levoča, centro dei sassoni Zipser.

Dopo le guerre contro la Repubblica di Venezia, che non ebbero successo, quelle con l'Impero bizantino e altri stati vicini caratterizzarono il regno di Stefano II che succedette al padre nel 1116. La prima menzione dei Székely di quello stesso anno è connessa alla sua prima guerra. Viventi in comunità sparse lungo i confini, nel secolo successivo il gruppo si spostò in Transilvania. Stefano II morì senza eredi nel 1131. Sotto il cieco Béla II, il regno venne amministrato da sua moglie, la regina Elena di Rascia, che annullò quasi completamente la sua opposizione ordinando il massacro dei capi a lei avversi. Invece, Boris Colomanno, figlio di re Colomanno non ricevette supporti interni contro il re.
Il figlio di Bela II, Geza II, che succedette a suo padre nel 1141, adottò un'attiva politica estera. Ad esempio, egli sostenne Uroš II di Rascia contro l'imperatore Manuele I Comneno. Promosse la colonizzazione delle aree confinarie. Durante il suo regno giunsero fiamminghi, tedeschi, italiani e valloni che s'insediarono nella regione di Spiš e nella Transilvania meridionale. Egli giunse a reclutare guerrieri musulmani affinché prestassero servizio nel suo esercito. Abu Hamid, viaggiatore musulmano per Al-Andaluz riportava la notizia di montache che "contenevano un gran numero di argento ed oro", appuntandosi quindi l'importanza che la produzione di oro e materiali preziosi continuava ad avere nella regione.
Geza II venne succeduto ne 1162 dal suo figlio primogenito, Stefano III. Ad ogni modo, i suoi zii Ladislao II e Stefano IV pretendevano la corona per loro stessi. L'imperatore Manuele I Comneno colse l'occasione dei conflitti interni e costrinse il giovane re a cedere le regioni della Dalmazia e della Sirmia  ai bizantini nel 1165. Stefano III ebbe però il merito di garantire lo sviluppo delle città concedendo privilegi ai valloni di Székesfehérvár, tra le quali l'immunità dalla giurisdizione del locale ispán.
Quando Stefano III morì senza eredi nel 1172, suo fratello Bela III ascese al trono. Egli riconquistò la Dalmazia e la Sirmia sul finire del XII secolo. Secondo studi recenti di storia dell'economia, le entrate statali per quell'epoca ammontavano al corrispondente di 23 tonnellate d'argento per anno.
Bela III enfatizzò l'importanza dei procedimenti giudiziari, ponendoli tutti per iscritto come le petizioni al re. I proprietari terrieri iniziarono inoltre a mettere per iscritto le loro transazioni, rendendo necessaria la costituzione del "luogo delle autenticazioni" che era solitamente posto presso una cattedrale o un monastero. Quest'ultimo fatto rese necessaria la creazione di uno staff dotato di formazione adeguata, formato presso le università di Parigi, Oxford Bologna e Padova.
Molti sono gli aspetti societari della Francia del XII secolo che si possono ritrovare nel regno di Bela III. Il suo palazzo ad Esztergom venne costruito in stile gotico. Achilles ed altri nomi derivati dalla Leggenda di Troia e dal Romanzo di Alessandro (due opere emblematiche della cultura cavalleresca) divennero quindi popolari tra gli aristocratici ungheresi. "Maestro P.", notaio al servizio di Bela III, stese in quest'epoca il suo Gesta Hungarorum, una cronaca della conquista ungherese dell'area.

### L'età delle Bolle d'Oro (1196-1241)

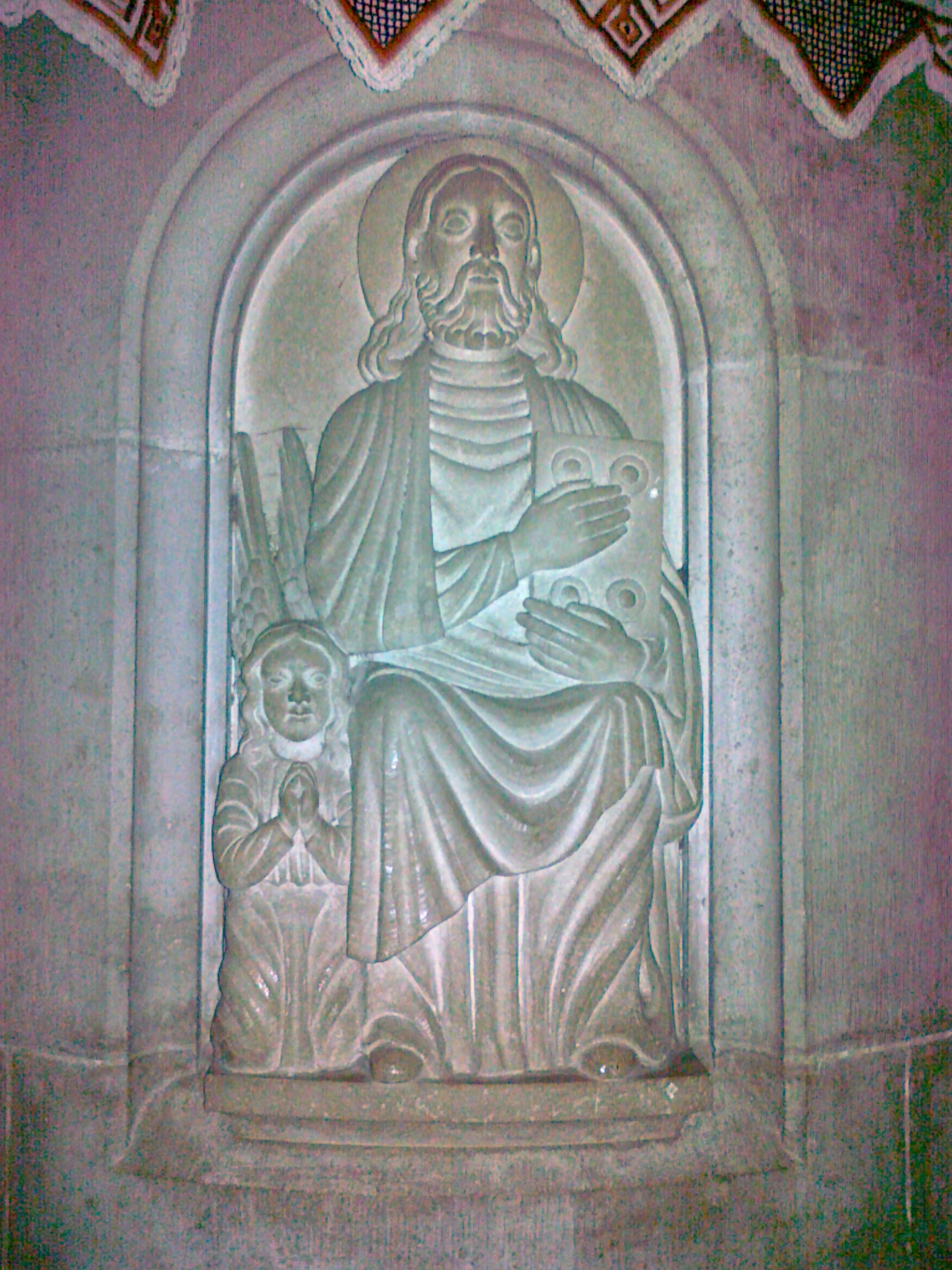
Rilievo proveniente dalla chiesa romanica di Ják.

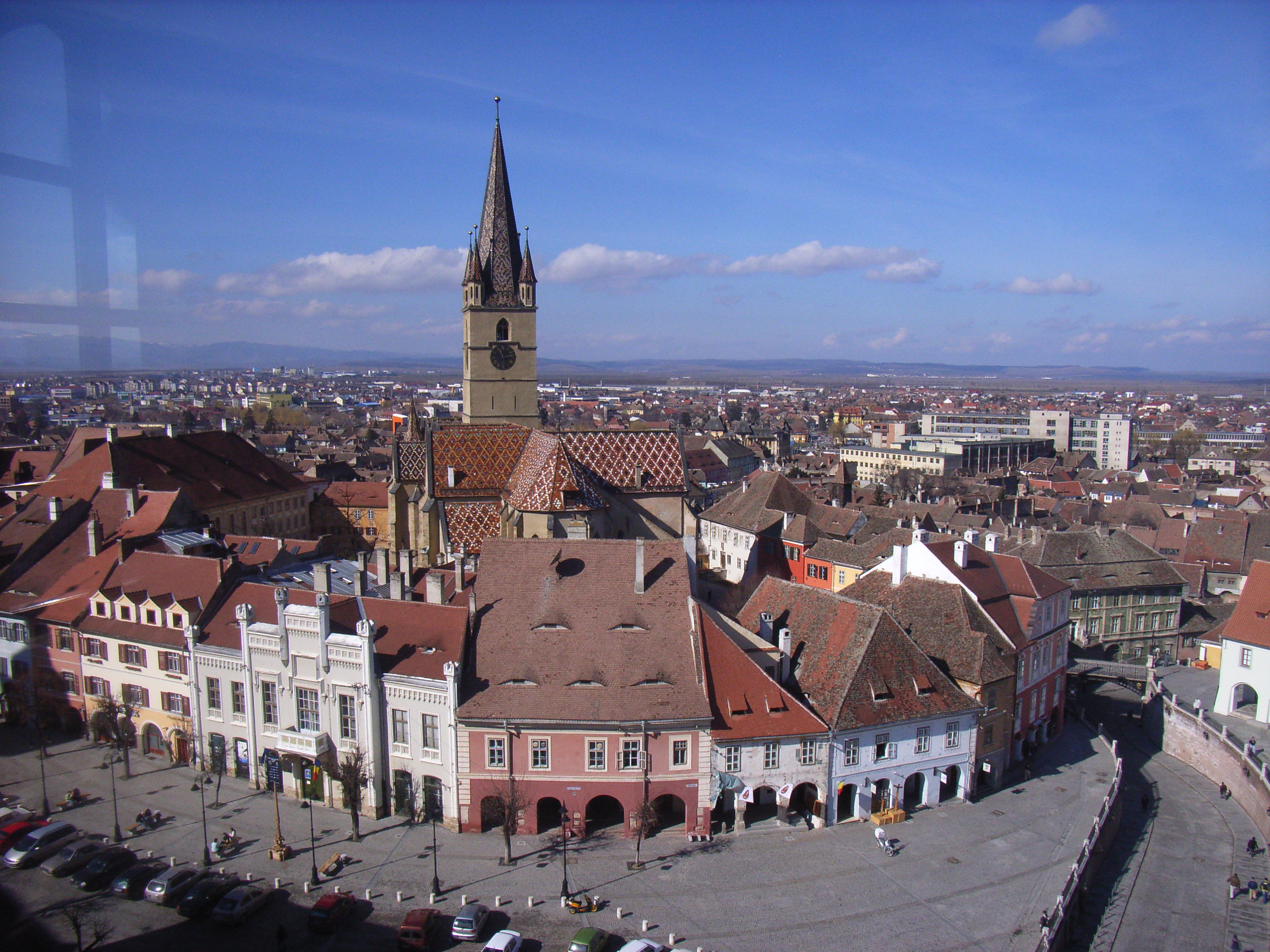
Sibiu, centro della Transilvania sassone.

Il figlio e successore di Bela III, Emerico dovette fronteggiare le rivolte provocate da suo fratello minore Andrea. Successivamente, incitate dal doge veneziano Enrico Dandolo, le armate della Quarta crociata presero Zara nel 1202. Emerico venne succeduto nel 1204 da suo figlio, Ladislao III. Quando il re infante morì nel giro di un anno, suo zio ascese al trono. Secondo alcuni studiosi, Andrea II fu il primo re ungherese a introdurre in Ungheria il sistema feudale, mentre altri ritengono che il feudalesimo fosse già stato introdotto da Stefano I, all'epoca della fondazione del regno stesso. Stabilendo che "la migliore misura per un garante reale è la sua immisurabilità", egli ripartì le terre reali tra i suoi partigiani. Per questo motivo però, le rendite regie diminuirono, il che portò all'introduzione di nuove tasse che andarono a colpire soprattutto ebrei e musulmani. Successivamente, gli uomini liberi dimoranti in terre di proprietà del re, persero il loro diretto contatto col sovrano e il loro status legale.
Andrea II venne fortemente influenzato da sua moglie, Gertrude di Merania. Ella espresse apertamente la propria preferenza per i compatrioti tedeschi, il che causò il suo assassinio da parte di un gruppo di signori locali nel 1213. Una nuova sommossa si ebbe quando il re si trovava in Terrasanta nella Quinta Crociata tra il 1217/1218. Alla fine, il movimento dei "servitori reali" (liberi proprietari terrieri che offrirono il loro servizio direttamente al sovrano) obbligò Andrea II a emanare la Bolla d'Oro del 1222. Essa esprimeva nero su bianco le libertà dei servitori, inclusa la loro esenzione dal pagamento delle tasse. L'ultimo articolo prevedeva che i signori secolari e spirituali potessero «parlare liberamente e anche contro» il sovrano "senza che fossero accusati di alto tradimento".
Per quanto riguardava musulmani ed ebrei, la Bolla d'Oro proibiva il loro impiego nell'amministrazione regia. Questo bando venne confermato quando Andrea II, avendo necessità di nuovi prelati, emanò una nuova variante della Bolla d'Oro nel 1231 che autorizzava l'arcivescovo di Esztergom a scomunicarlo nel caso in cui egli avesse deciso di nominare a questo proposito persone di fede islamica o ebraica. Una crescente intolleranza nei confronti dei non-cattolici venne dimostrata anche dal passaggio del monastero ortodosso di Visegrád ai benedettini nel 1221.
I molti tentativi di Andrea II di occupare il vicino Principato di Halych non ebbero il successo sperato. Suo figlio, Bela persuase un gruppo di cumani ad accettare la sovranità di Andrea II nel 1228 e stabilirono una nuova marca in Oltenia nel 1231. Bela IV succedette a suo padre nel 1235. Tentò di acquisire per la corona le terre che il suo predecessore aveva alienato e dovette fronteggiare il pericolo dei mongoli, che devastavano le steppe eurasiatiche in quel periodo.
Il re venne informato dell'arrivo dei mongoli da Frate Giuliano, un monaco domenicano che visitò i mongoli della "Magna Hungaria" (ad est del fiume Volga) nel 1235. Negli anni successivi, i Mongoli sottomisero i cumani, che dominavano la parte occidentale della steppa. Un capo cumano, Kuthen, accettò la supremazia di Bela IV a patto che gli fosse permesso d'insediarsi stabilmente nella grande pianura ungherese. Ad ogni modo, lo stile nomade dei cumani causò diversi conflitti con le comunità locali, al punto talvolta da spingere i magiari a considerare i mongoli loro alleati.

### L'invasione mongola (1241-1242)
[I Mongoli] «bruciano le chiese» [a Gran Varadino], «assieme con le donne e qualsiasi cosa vi trovino all'interno. In altre chiese essi perpetrano crimini che addirittura se ne tace (…). Decapitano senza pietà i nobili, i cittadini, i soldati e i canonici nei campi al di fuori delle città. (…) Dopo che hanno distrutto ogni cosa, e un odore intollerabile si leva dai cadaveri, lasciano i luoghi deserti. Le persone rifugiatesi nella foresta per tempo tornano alla ricerca di cibo. E mentre questi cercano tra le pietre i cadaveri, essi [i mongoli] tornano a cavallo e li colgono di sorpresa e nessuno più rimane vivo».
Epistola di Maestro Ruggero
Batu Khan, comandante delle armate mongole che invasero l'Europa orientale, chiese a Bela IV di arrendersi senza combattere nel 1240. Il re si rifiutò e ordinò ai suoi baroni di riunirsi nell'accampamento militare di Pest.
Il principale esercito mongolo giunse passando da nord-est nelle montagne dei Carpazi nel marzo del 1241. Le truppe reali incontrarono le forze del nemico presso il fiume Sajó, dove i mongoli vinsero una battaglia decisiva l'11 aprile 1241. Dal campo di battaglia, Bela IV fuggì dapprima in Austria, dove il duca Federico II lo accolse. Successivamente il re e la sua famiglia trovarono rifugio nella Fortezza di Clissa in Dalmazia.
I Mongoli dapprima occuparono e saccheggiarono i territori a est del fiume Danubio. Essi successivamente guadarono il fiume quando questo gelò nel gennaio del 1242. L'abate Ermanno di Niederalteich riporta che in quel tempo "il Regno d'Ungheria, che esisteva da 350 anni, era ormai distrutto". Nei fatti, il regno non cessò di esistere dal momento che gli invasori, pur penetrando nel cuore del paese, non riuscirono a prendere molte delle fortezze esistenti e ben difese. Successivamente, Batu Khan ordinò di ritirare tutte le sue truppe quando venne informato della morte del Gran Khan, Ögödei nel marzo del 1242.
L'invasione e la carestia successiva ebbero catastrofiche conseguenze demografiche, con almeno il 15% della popolazione morta o scomparsa. Le rotte transcontinentali erano disintegrate, il che causò il declino di Bač, Užhorod e altri tradizionali centri commerciali. La locale comunità islamica cessò di esistere, mostrando di aver subito pesanti perdite.

### Gli ultimi Arpadi (1242-1301)

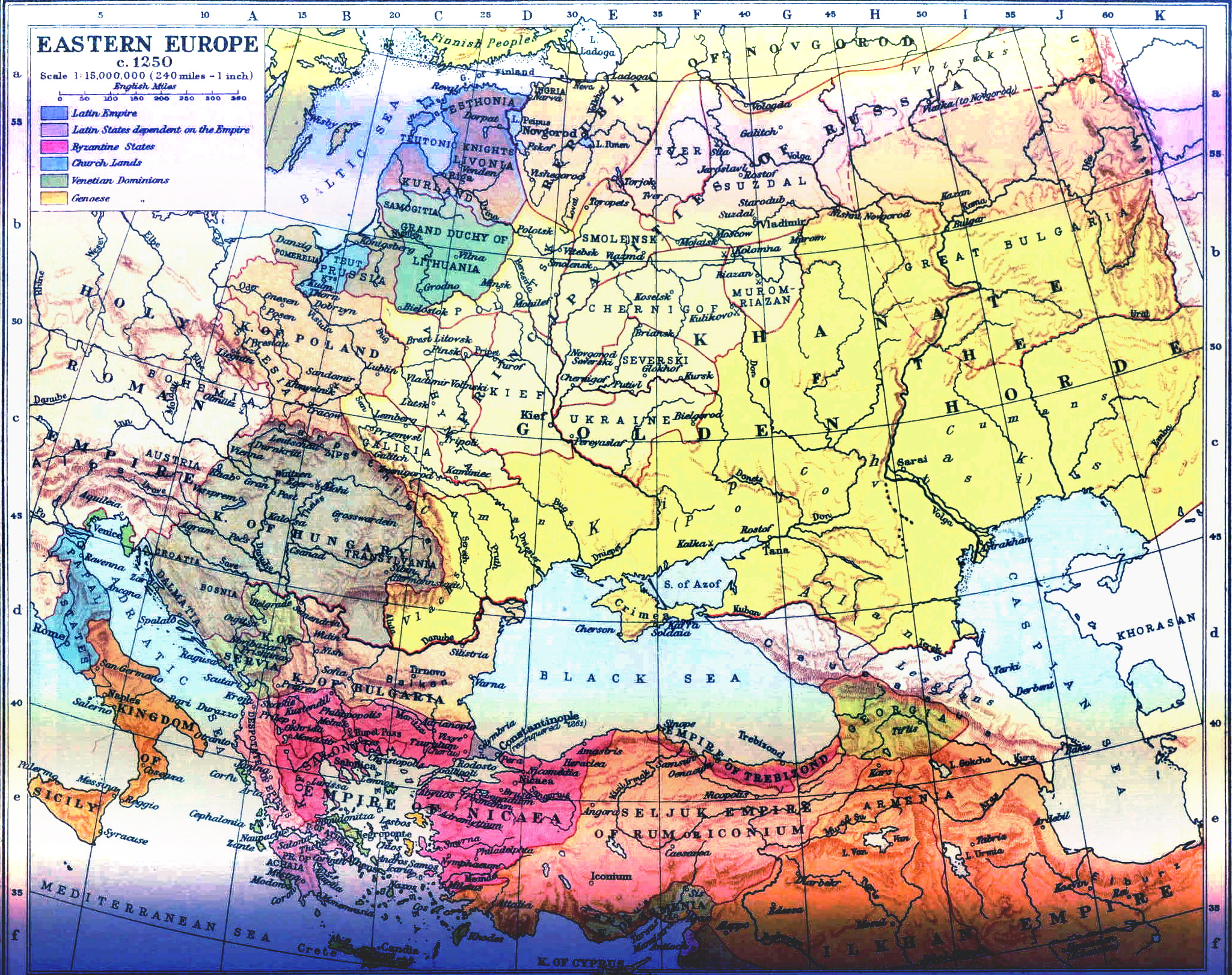
L'Europa orientale attorno alla metà del XIII secolo.

Bela IV abbandonò il suo tentativo di riprendere possesso delle terre della corona dopo la ritirata mongola. Al contrario, egli garantì vasti appezzamenti di terreni ai suoi sostenitori e supportò la costruzione dei primi castelli in pietra e malta dell'area. Egli diede inoltre inizio a una nuova ondata di colonizzazione, che portò in Ungheria tedeschi, moravi, polacchi e rumeni. Il re invitò nuovamente i cumani a insediarsi nelle pianure lungo il Danubio e il Tibisco, ovvero nel Kunság. Un gruppo di Alani, antenati del popolo jassico, s'insediò nel regno in quel periodo.
Nuovi furono anche gli insediamenti che si concentrarono nelle aree scarsamente popolate presso le foreste dei Carpazi occidentali (attuale Slovacchia). Le capanne scomparvero e vennero costruite le prime case rurali composte da sale comuni e cucina. Nel regno di Bela IV si svilupparono importanti tecniche nel campo dell'agricoltura come la coltivazione asimmetrica dei campi.
Le migrazioni interne furono essenzialmente dovute al fatto che i nuovi proprietari terrieri garantirono la libertà personale e condizioni finanziarie favorevoli a quanti si mettessero al loro servizio, concedendo anche ai contadini di implementare la loro condizione sociale. Bela IV garantì privilegi specifici per molti villaggi tra cui Nagyszombat (Trnava, in Slovakia) e Pest.
Le lettere inviate dai khan all'Orda d'Oro danno prova che in quel tempo si stava preparando una nuova invasione mongola nell'area, ma Bela IV adottò comunque una politica estera espansionistica. Ad esempio, Federico II d'Austria morì combattendo contro le truppe magiare durante la battaglia del fiume Leita del 1246, e il genero di Bela IV, Rostislav Michajlovič annetté un gran numero di territori alla frontiera sud del regno. Ad ogni modo, i conflitti tra il monarca e il suo erede, Stefano portarono a una nuova guerra civile tra 1264 e 1265.

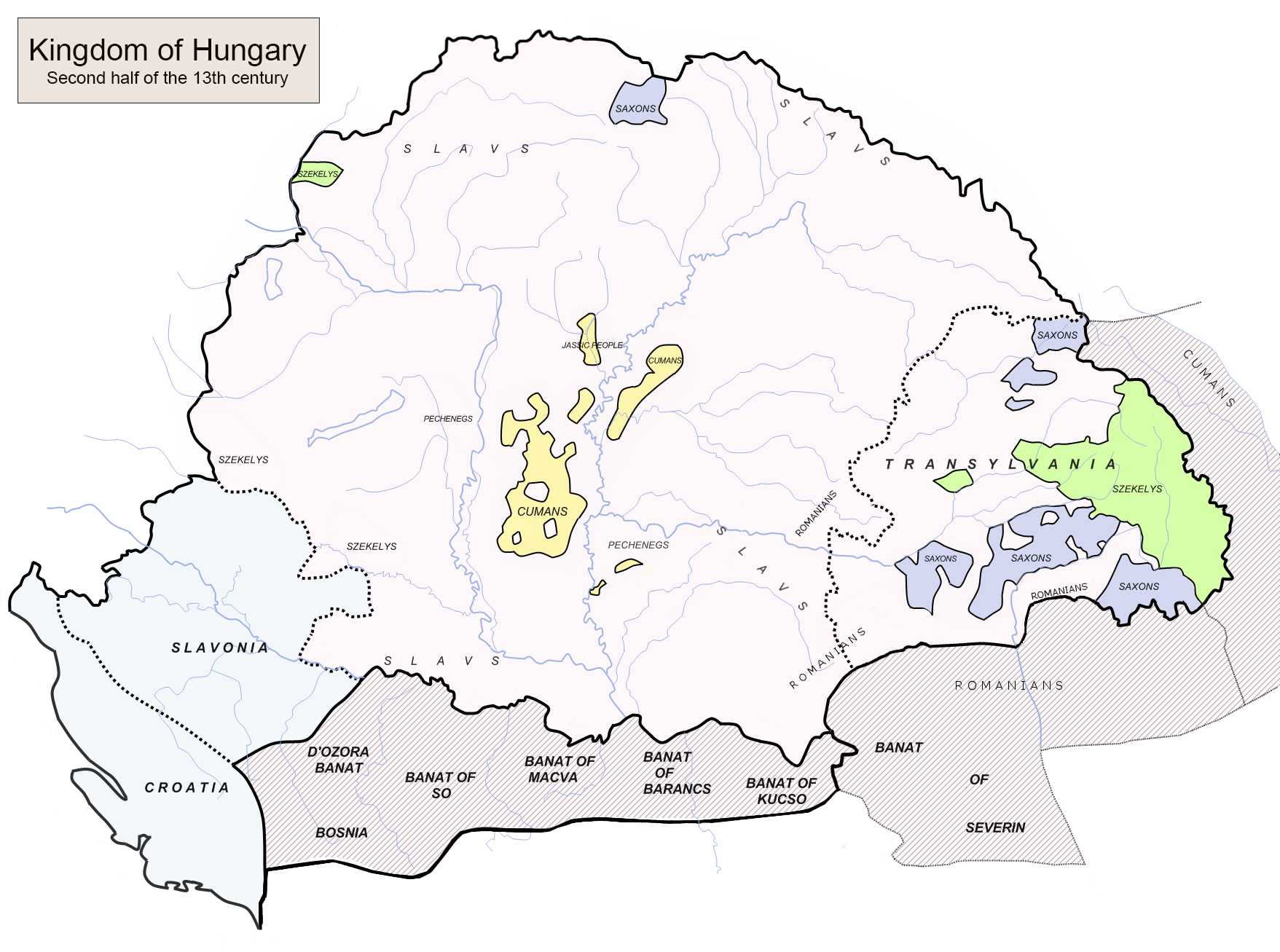
Il Regno d'Ungheria nella seconda metà del XIII secolo.

Bela IV e suo figlio confermarono insieme le libertà dei servitori reali, riconosciuti poi come nobiluomini nel 1267. A quel tempo, il "vero nobile" era legalmente differenziato dai semplici proprietari terrieri in quanto le due condizioni non sempre si presentavano contemporaneamente. I nobili autentici avevano le loro terre liberate da qualsiasi obbligazione (persino i nobili ecclesiastici, gli cneaz rumeni e altri) prestavano servizio ai loro signori in cambio di terre da mantenere in quanto non erano nobili di razza. Col crescere del numero delle contee, la nobiltà locale acquisì il diritto di eleggere quattro o due "giudici dei nobili" per rappresentarli alle procedure ufficiali.
I proprietari terrieri più ricchi costrinsero quindi i nobili minori a sottomettersi a loro, il che incrementò ulteriormente il loro potere. Uno dei baroni, Gioacchino della famiglia dei Gutkeled giunse persino a catturare l'erede di Stefano V, l'infante Ladislao nel 1272. Stefano V morì nel giro di pochi mesi, fatto che causò una nuova guerra civile tra gli Csák, i Kőszegi, e altre famiglie nobili che tentavano di ottenere il controllo del governo centrale in nome del giovane Ladislao IV. Ladislao venne dichiarato maggiorenne nel 1277 in un'assemblea dei signori spirituali e temporali d'Ungheria, ma non poté mostrare un'autorità regale rafforzata da questo fatto. Ladislao IV aveva la madre Elisabetta che era figlia di un capo cumano, fatto che contribuì a renderlo impopolare. Egli venne addirittura accusato di favorire una seconda invasione mongola nel 1285.
Quando Ladislao IV venne assassinato nel 1290, la Santa Sede dichiarò il regno feudo vacante e lo assegnò al figlio della sorella di Ladislao, Carlo Martello d'Angiò, principe ereditario del Regno di Napoli. Ad ogni modo, la maggioranza dei nobili ungheresi, sostenne Andrea, nipote di Andrea II, anche se la discendenza da suo padre era dubbiosa già all'epoca. Egli fu il primo monarca a prendere seriamente in considerazione il ruolo chiave della chiesa locale, convocando regolarmente i prelati e i rappresentanti in un'assemblea nota come "Dieta d'Ungheria", che iniziò a fungere da corpo legislativo.

### L'interregno (1301-1323)

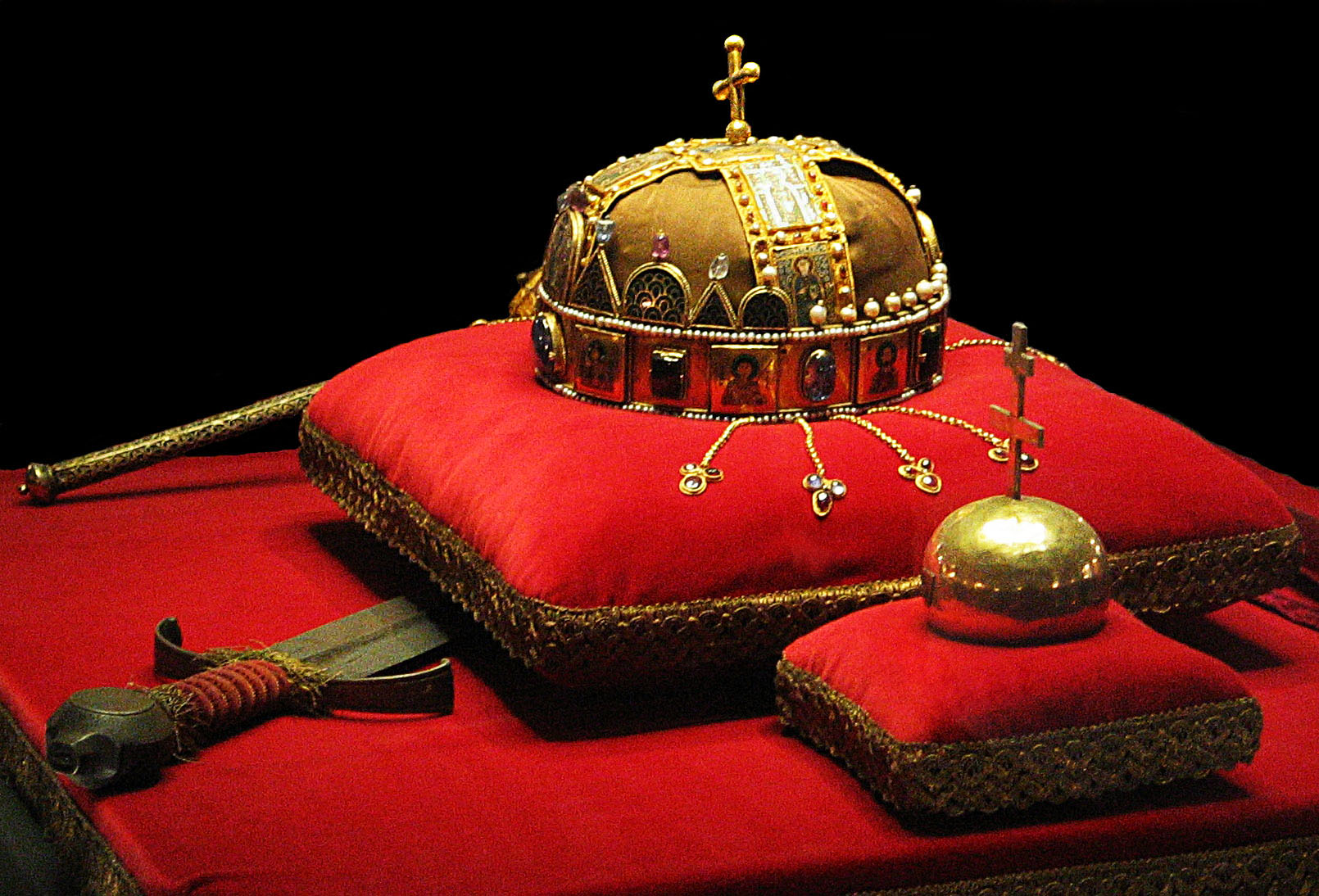
La Santa corona ungherese.

Andrea III morì il 14 gennaio 1301. La sua morte fu l'opportunità per molti signori locali di ottenere de facto l'indipendenza dal monarca per rafforzare il loro potere personale. Essi acquisirono tutti i castelli reali in molte delle contee ungheresi ove ognuno era obbligato ad accettare i nuovi padroni o ad andarsene. Ad esempio, Matteo Csák ebbe il controllo di quattordici comitati nelle terre che oggi costituiscono la Slovacchia, Ladislao III Kán amministrò la Transilvania e Ugrino III Csák controllò gran parte dei territori tra i fiumi Sava e Drava.
Alla notizia della morte di Andrea III, Carlo d'Angiò, figlio del predetto Carlo Martello, giunse a Esztergom, dove venne incoronato re. Ad ogni modo, molti signori secolari si opposero al suo dominio e proposero al suo posto sul trono Venceslao, figlio omonimo del re di Boemia Venceslao II. Il giovane Venceslao non poté rafforzare la propria posizione e rinunciò ai suoi diritti sul trono in favore del duca Ottone III di Baviera nel 1305. Quest'ultimo venne costretto ad abbandonare il regno nel 1307 da Ladislao Kán. Un legato papale persuase tutti i nobili locali ad accettare la supremazia di Carlo d'Angiò nel 1310, ma gran parte del territorio rimase estraneo al controllo regale.

### Gli Angiò (1310-1386)

#### Carlo I (1310-1342)
Assistito dai prelati e dal crescente numero di piccoli nobili, Carlo I lanciò una serie di spedizioni contro i grandi proprietari terrieri. Cogliendo l'occasione della mancanza di militari tra i nobili, egli li sconfisse uno ad uno. Egli vinse la propria prima battaglia a Rozhanovce nel 1312. Malgrado questo, il più potente tra i nobili locali, Matteo Csák, preservò la propria autonomia sino alla sua morte nel 1321, mentre le famiglie Babonić e Šubić vennero soggiogate solo nel 1323.
Carlo I introdusse una struttura centralizzata del potere nei primi decenni del Trecento. Stabilendo che «le sue parole avessero forza di legge», egli non convocò mai più la Dieta nazionale. Anche se alcuni dei suoi partigiani più fedeli dipendevano dalle rendite delle loro cariche onorifiche temporanee, il re rimaneva quale loro garante e protettore. Questa pratica assicurò al sovrano assoluta lealtà di famiglie rilevanti come quella dei Drugeth, dei Lackffy, dei Szécsényi e di altre famiglie che emersero nel corso del suo regno.

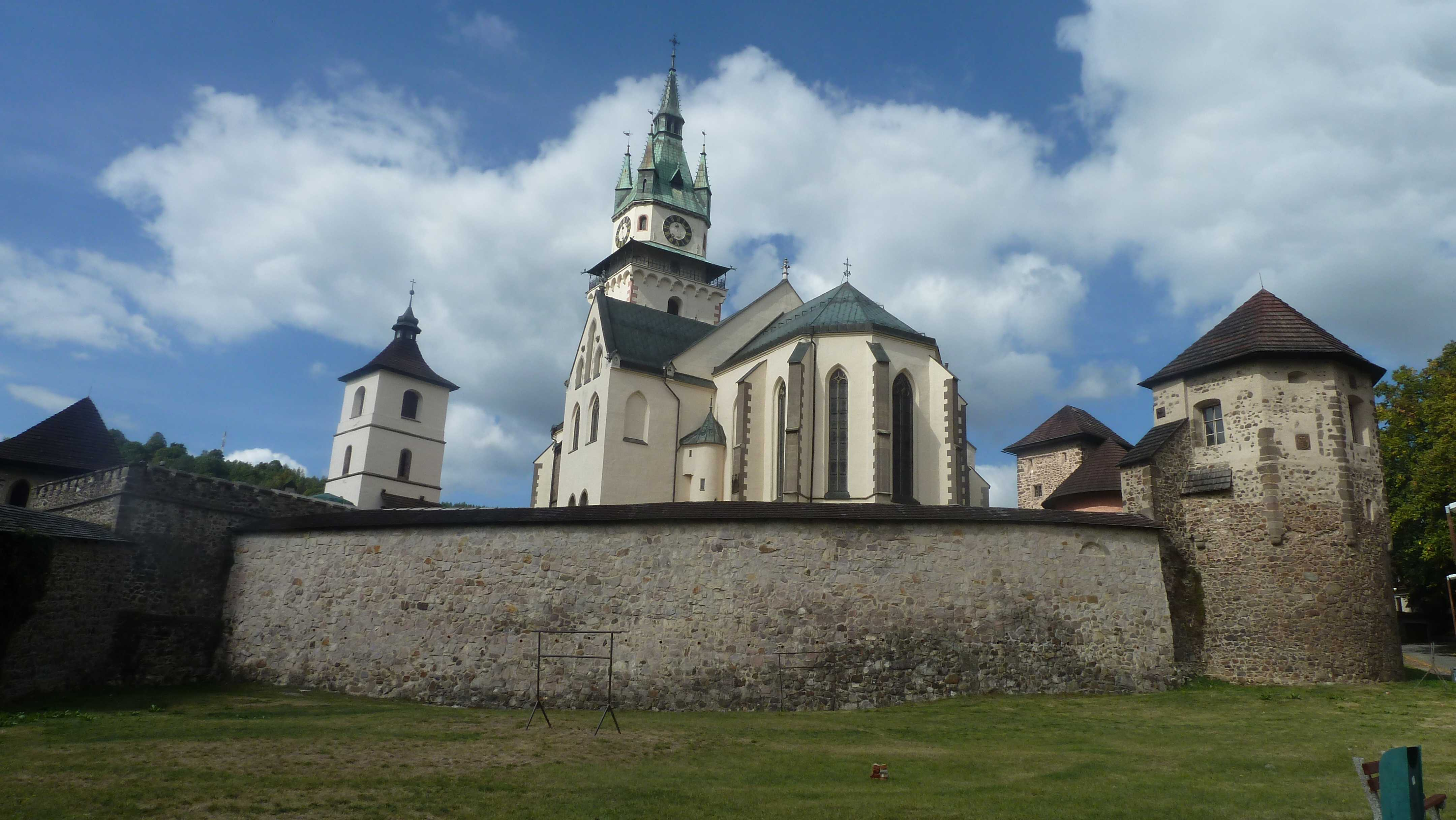
Il castello di Kremnica, città mineraria fondata da minatori tedeschi originari della Boemia.

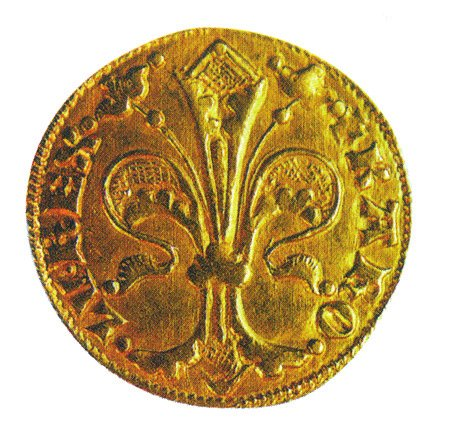
Un fiorino d'oro di Carlo I.

Il re garantì dei privilegi che addirittura contravvenivano alle leggi tradizionali. Ad esempio egli occasionalmente autorizzò delle figlie di nobiluomini a ereditare i possedimenti paterni trasferendo le loro linee agnatizie ai loro figli, appartenenti formalmente ad altre casate e non quindi secondo la legge salica.
Carlo I riformò il sistema delle rendite statali e dei monopoli. Ad esempio egli impose la "tredicesima" (una tassa sui beni che venivano fatti oltrepassare i confini del regno), e autorizzò i proprietari terrieri a mantenere un terzo delle rendite delle miniere aperte nei loro possedimenti. Le nuove miniere producevano 2.250 kg d'oro e 9.000 di argento annualmente, il che corrispondeva al 30% delle estrazioni mondiali sino al finire del Quattrocento, con la conquista spagnola delle Americhe. Gran parte delle rendite delle miniere, ad ogni modo, vennero trasferite a mercanti italiani e tedeschi in cambio di preziosi tessuti e altri beni che spesso il regno non era in grado di produrre.
Carlo I inoltre ordinò la creazione delle prime monete d'oro del regno sul modello del fiorino di Firenze. Egli emanò anche un bando che vietava di commerciare in oro puro senza servirsi delle apposite monete prodotte, fatto che rimase in vigore sino alla sua morte nel 1342.

#### Luigi I (1342-1382)
Alla morte del vecchio re Carlo I ascese al trono il figlio Luigi I sotto il quale il regno d'Ungheria toccò l'apice della potenza. La prima prova del re riguardò la sua sfera familiare allorquando  la vedova di Carlo I Elisabetta di Polonia trasportò enormi quantità di oro in Italia di modo da proporre i diritti di suo figlio Andrea sul regno di Napoli. Andrea, che era principe consorte della regina Giovanna I di Napoli, venne assassinato nel 1345. Suo fratello, Luigi I d'Ungheria accusò la regina di questo omicidio e condusse due campagne contro di lei nel 1347 e nel 1350. Anche se questi conquistò per ben due volte il regno della regina, ella lo riottenne in entrambe le occasioni.
La prima campagna contro Napoli venne abbandonata per l'arrivo della "Peste Nera". In Ungheria le perdite ad ogni modo furono minime dal momento che rispetto agli altri stati europei essa era uno stato scarsamente popolato. Nel corso del Trecento continuò invece la colonizzazione delle aree. I nuovi insediati provenivano essenzialmente dalla Moravia, dalla Polonia e da altri territori circostanti ed avevano la garanzia di essere esentati dalle tasse per i successivi 16 anni.
Le primitive distinzioni tra uomini liberi, schiavi e udvornici scomparvero nel XIV secolo dal momento che tutti i contadini acquisirono il diritto di libertà nel movimento dalla metà del secolo. Gran parte della terra da loro lavorata venne accuratamente ripartita con diritti di trasmissibilità e convenzioni speciali con i proprietari terrieri locali. La posizione legale dei "veri nobili" venne anche standardizzata con l'idea di "una e uguale libertà". Ad esempio tutti i nobili ricevevano il diritto di «giudicare tutte le offese commesse» da un qualsiasi contadino nei confronti di beni di loro proprietà.

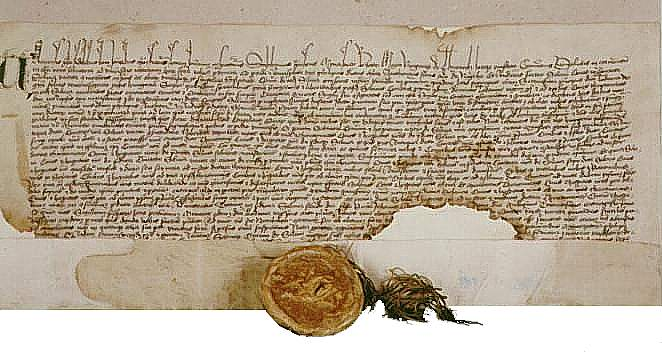
Privilegium pro Slavis (1381).

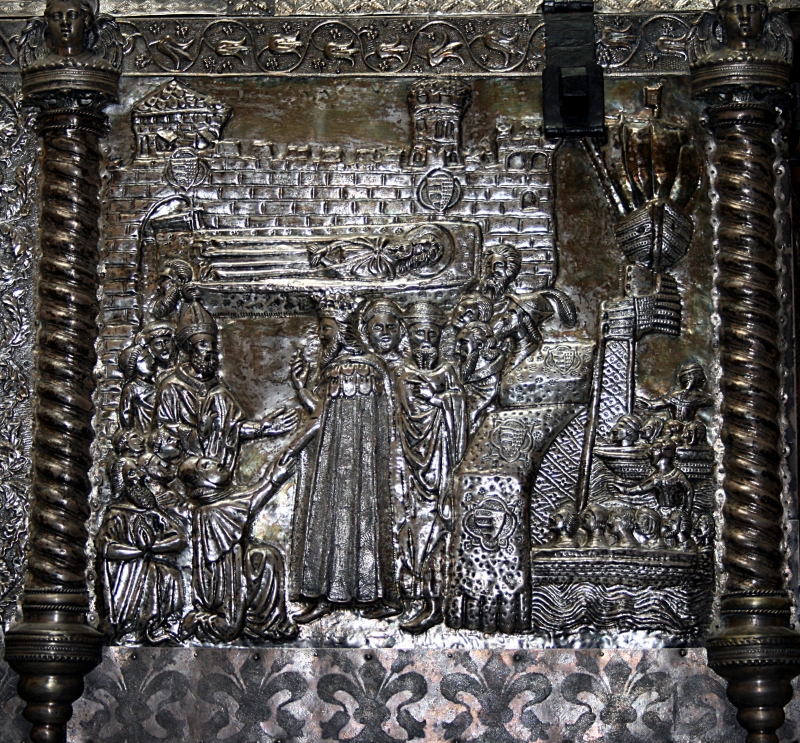
Luigi I il Grande a Zara in Dalmazia.

Gran parte dei villaggi era ancora dominata da mercanti tedeschi, ma nel corso del Trecento giunsero anche tanti croati, slovacchi e mercanti di altre aree geografiche. Il Privilegium pro Slavis ("Privilegio per gli Slavi") del 1381 emanato da Luigi I fu il primo documento della storia d'Ungheria ad essere redatto bilingue. Esso assicurava che gli slovacchi di Žilina godessero dei medesimi privilegi degli abitanti tedeschi nel borgo.
Luigi I che era erede presuntivo di Casimiro III di Polonia venne in aiuto diverse volte ai polacchi contro il Granducato di Lituania e contro l'Orda d'Oro. La fondazione della Moldavia, principato rumeno a est dei Carpazi è connessa a queste campagne. Assieme alle frontiere meridionali, Luigi I costrinse i veneziani a ritirarsi dalla Dalmazia nel 1358 e costrinse un gran numero di governanti locali (tra i quali anche Tvrtko I di Bosnia, e Lazzaro di Serbia) ad accettare la sua sovranità. Ad ogni modo, i suoi vassalli solitamente gli si ribellarono contro. Bogdan, voivoda rumeno, riuscì addirittura ad ottenere per sé l'indipendenza della Moldavia. La sovranità di Luigi I sulla Moldavia venne restaurata solo quando egli venne eletto anche re di Polonia nel 1370.
Il suo controllo sulla Valacchia, l'altro principato rumeno, rimase sempre dubbio. Ladislao I di Valacchia si alleò persino con l'emergente Impero ottomano nel 1375. Per questo motivo, Luigi I viene ricordato anche come il primo monarca ungherese che si trovò a dover fronteggiare i turchi.
Il fanatismo religioso fu uno degli elementi maggiormente distintivi del regno di Luigi I. Egli tentò, senza successo, di convertire molti ortodossi al cattolicesimo con la forza. Espulse definitivamente gli ebrei attorno al 1360 ma permise loro di fare ritorno in patria già dal 1367.
Sotto il governo dei re angioini vennero eretti nuovi castelli come, ad esempio, quelli di Visegrád, Diósgyőr e Zvolen. Case patrizie e ville sorsero a Sopron ed in altri villaggi, decorate con affreschi e sculture di straordinaria bellezza e ispirate allo stile occidentale. Codici decorati con miniature (tra i più rilevanti la Cronaca Illuminata) attestano ancora oggi l'alto livello artistico raggiunto degli amanuensi ungheresi. Guglielmo di Bergzabern, vescovo di Pécs, fondò un'università nella propria sede episcopale nel 1367, ma essa venne chiusa poco dopo la sua morte nel 1375.

#### Battaglia per il trono (1382-1386)

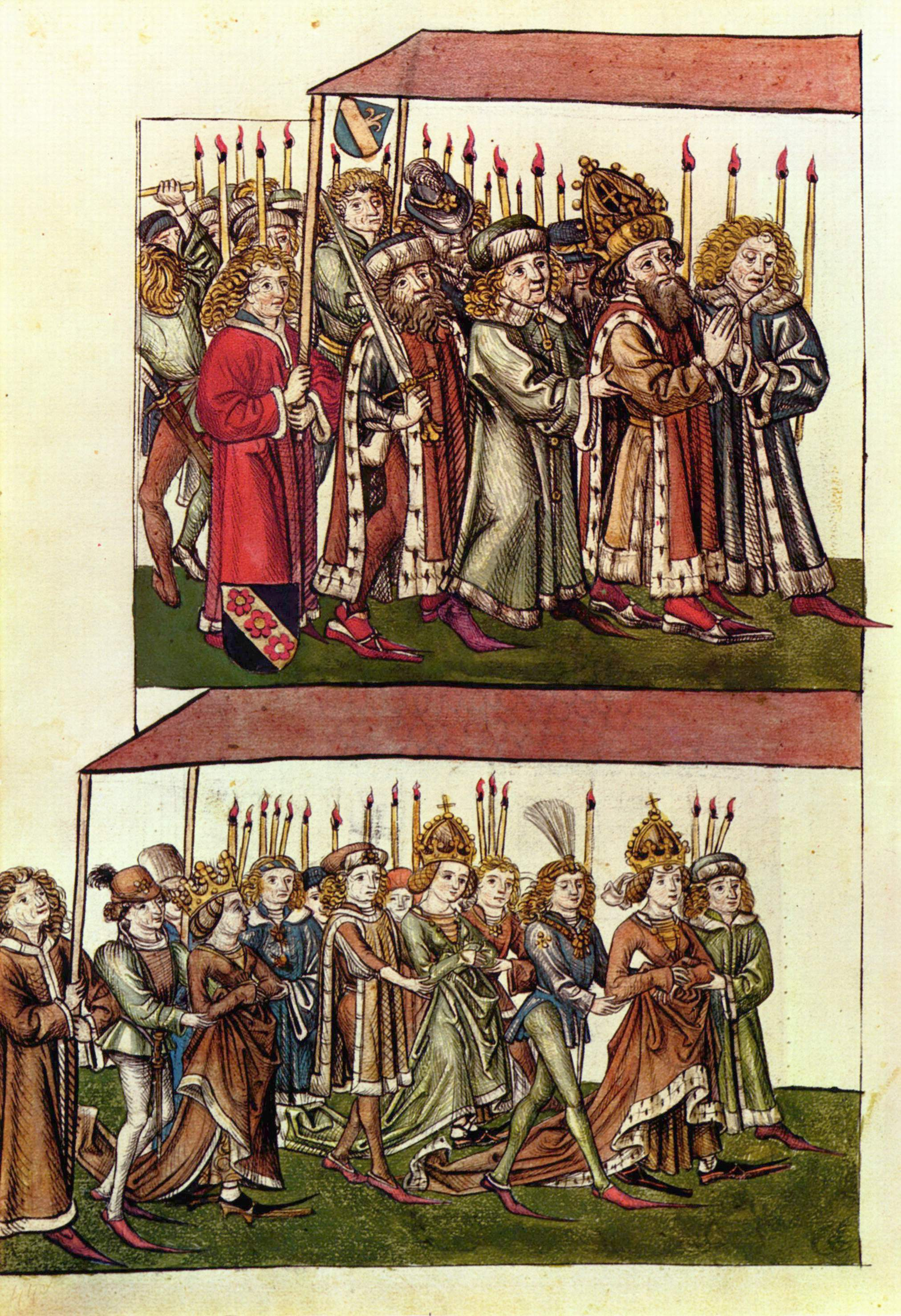
Sigismondo di Lussemburgo e sua moglie, la regina Barbara di Cilli al Concilio di Costanza.

Il vecchio re Luigi I morì nel 1382, senza lasciare discendenza maschile. Ciò portò a una battaglia per il trono ungherese fra la figlia di Luigi I, Maria. e il nipote Carlo III re di Napoli, sostenuto da gran parte della nobiltà, che si opponeva all'idea di essere governata da un monarca donna.

Allorquando si capì che i nobili ungheresi non gradivano di essere governati da una donna, si fece avanti Carlo III di Napoli che apparteneva ad un ramo secondario degli Angiò, e che prendendo spunto dalla situazione, reclamò per sé il trono. Egli giunse in Ungheria nel settembre del 1385. Anche se la Dieta costrinse la regina ad abdicare ed elesse Carlo di Napoli quale nuovo sovrano, i partigiani della regina uccisero quest'ultimo nel febbraio del 1386. Paul Horvat, vescovo di Zagabria diede inizio ad una nuova ribellione e dichiarò il figlio di Carlo, l'infante Ladislao di Napoli, quale nuovo re. La regina venne catturata nel luglio del 1386, ma i suoi sostenitori proposero la corona a suo marito, Sigismondo del Lussemburgo. La regina Maria venne presto liberata, ma con l'obbligo di non intervenire negli affari di governo divenendo in pratica solo regina consorte. Tale episodio pose fine al regno degli Angiò e aprì la strada al nuovo governo dei Lussemburgo.

### I Lussemburgo (1387-1437)
Sigismondo di Lussemburgo, a questo punto nuovo re d'Ungheria, iniziò il suo regno distribuendo più del 50% dei possedimenti reali ai suoi sostenitori. Ad ogni modo, gran parte dei territori di Croazia, Dalmazia e Slavonia rimase controllata da Hrvoje Vukčić Hrvatinić e dagli altri sostenitori di Ladislao di Napoli. Quando la regina Maria morì senza eredi nel 1395, sua sorella, Jadwiga di Polonia reclamò per sé il trono, ma i partigiani di Sigismondo sconfissero le truppe della principessa.
Nel frattempo, Stefan Lazarević di Serbia accettò la sovranità del sultano ottomano, e per questo l'espansione dell'Impero turco raggiunse nel 1390 il confine con l'Ungheria. Sigismondo decise di organizzare quindi una crociata contro gli ottomani. Un grande esercito composto di cavalieri francesi venne lanciato nella battaglia di Nicopoli nel 1396 ma venne sconfitto.
La Dieta di Timișoara del 1397 obbligò tutti i proprietari terrieri a finanziare gli equipaggiamenti dei cavalieri preposti alla difesa dello stato. Tutti i proprietari inoltre dovevano provvedere un arciere ogni venti contadini impiegati nelle loro tenute. In quello stesso anno, Sigismondo abolì le immunità della giurisdizione nelle contee il che accelerò lo sviluppo delle istituzioni locali sulla via dell'autonomia.
L'aperto biasimo di Sigismondo alle azioni di Stibor di Stiboricz, Ermanno di Cilli e dei suoi favoriti portarono alla creazione di molti complotti. Guidati da John Kanizsai, arcivescovo di Esztergom, i baroni nativi ungheresi giunsero a imprigionarlo nel 1401. Per sei mesi, i baroni amministrarono il reame in nome della Santa Corona come "sovrani impersonali del regno" (Miklós Molnár), ma alla fine il governo di Sigismondo venne restaurato. Un gruppo di baroni offrì la corona a Ladislao di Napoli nel 1412, ma Sigismondo ancora una volta riuscì a stroncare quest'opposizione. Dal momento che papa Bonifacio IX sosteneva apertamente il suo oppositore, Sigismondo proibì sia la proclamazione dei decreti papali nel proprio regno senza il proprio assenso sia la nomina di prelati per conto della Santa Sede.

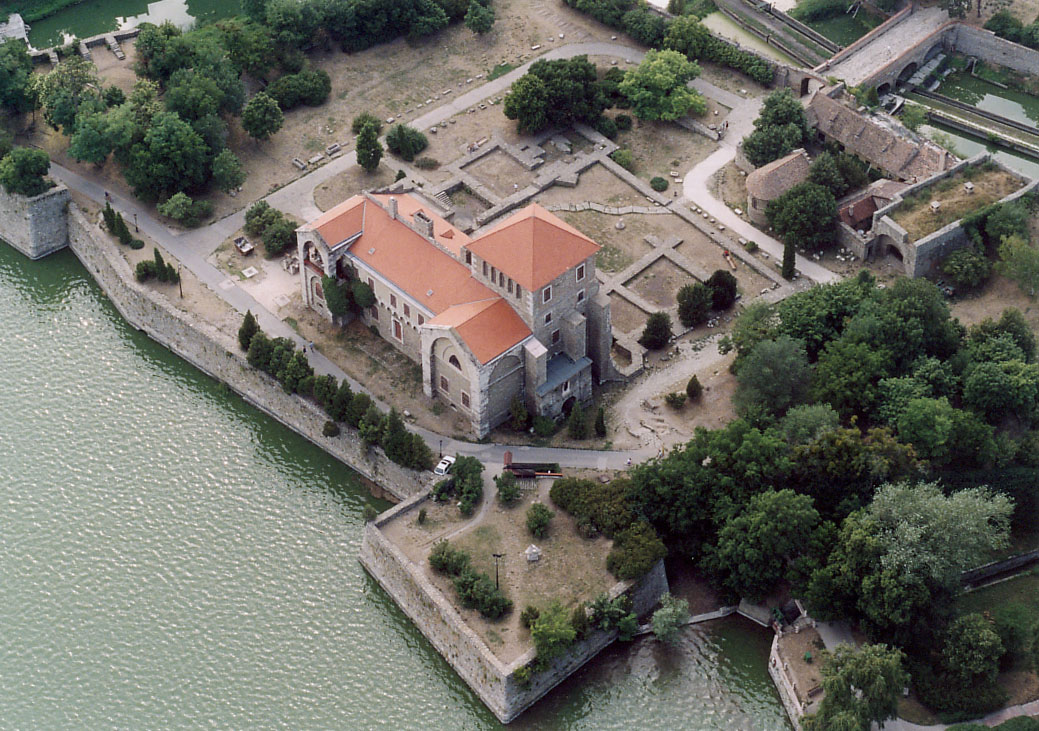
La residenza di caccia di Sigismondo a Tata, in Ungheria.

Le principali città ungheresi rimasero fedeli a Sigismondo, ed egli le ricompensò esentandole da diverse tasse e invitando alcuni dei loro rappresentanti alla dieta del 1405. Quella fu l'ultima occasione in cui la Dieta venne convocata e non si riunì più per i trent'anni successivi. Il re trascorse gran parte del proprio regno all'estero, in particolar modo dopo la sua elezione a re dei Romani nel 1410. Il regno venne retto dai suoi consiglieri più fedeli che vennero riuniti in una lega, che prese il nome cavalleresco di Ordine del Dragone.
Quest'onorificenza venne fondata in occasione della vittoria delle truppe reali su Hrvoje Hrvatinić nel 1408. Ben presto dopo questi scontri, Ladislao di Napoli vendette i propri diritti di successione alla Repubblica di Venezia. Nel decennio successivo, la repubblica impose l'insediamento di persone sulle coste dalmate dichiarandosene la sovranità.

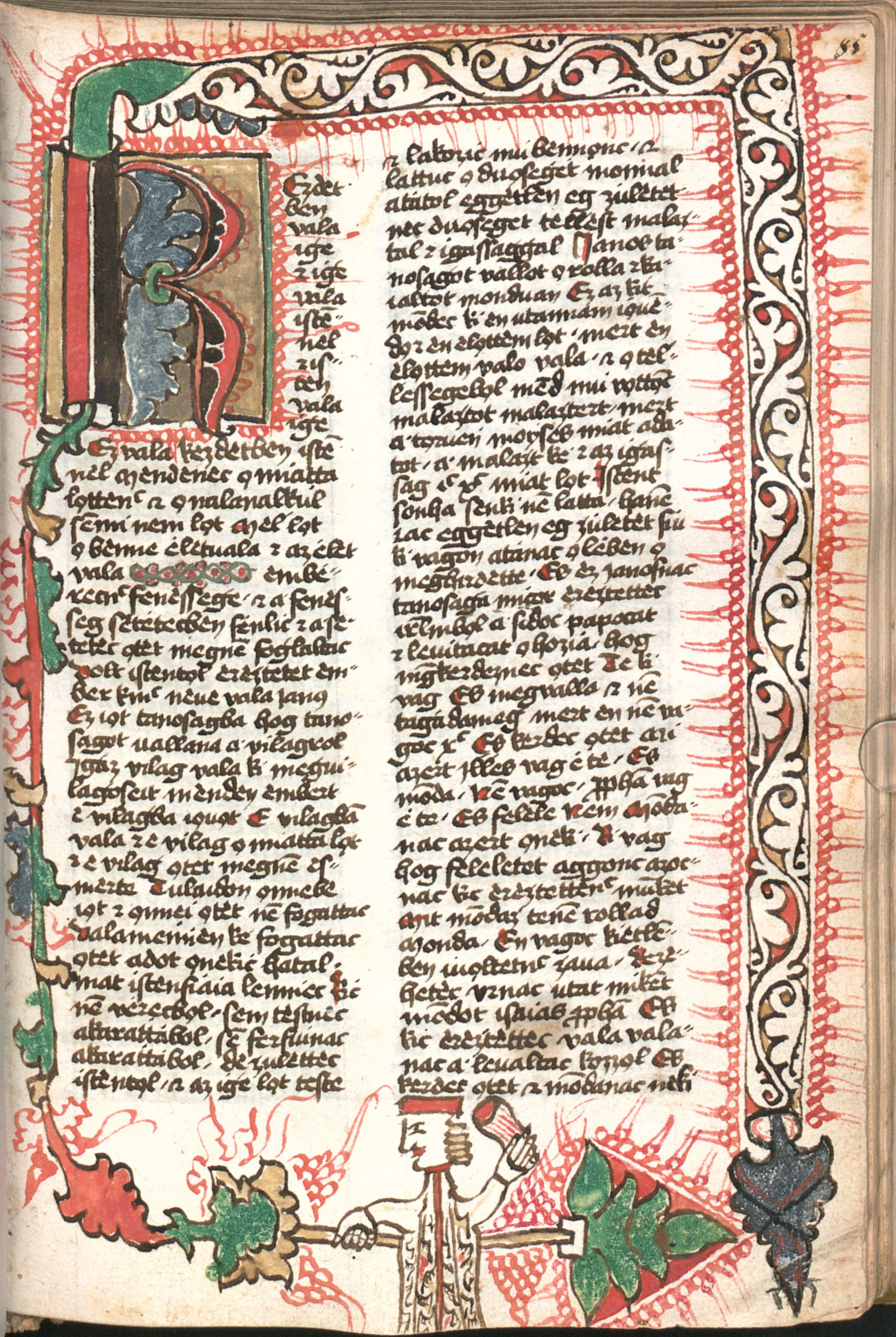
Il Codice di Monaco (1466): la prima traduzione della Bibbia in ungherese.

Sul confine a sud, Sigismondo tentò di creare una zona cuscinetto contro gli ottomani. Per questo proposito, egli garantì vasti possedimenti a Stefan Lazarević di Serbia, a Mircea I di Valacchia e altri regnanti locali. Almeno quattordici fortezze vennero erette in questo periodo lungo la frontiera del Danubio sotto gli auspici dell'italiano Pippo Spano. Fu questo il primo periodo in cui il primo gruppo di gitani venne ammesso a risiedere nel regno ungherese per la loro conoscenza di informazioni sull'esercito ottomano e la loro capacità nella fabbricazione di armi.
Gli ottomani occuparono la Fortezza di Golubac nel 1427 e iniziarono dei regolari saccheggi nelle terre vicine. Le incursioni ottomane costrinsero molti locali ad abbandonare l'area per cercare rifugio in regioni meglio protette. Questi luoghi vennero invece occupati da popolazioni slave (in gran parte serbi). Molti di questi entrarono nell'esercito magiaro e divennero noti col nome di ussari.
Le regioni a nord del regno (attuale Slovacchia) venivano saccheggiate quasi ogni anno dagli hussiti cechi a partire dal 1428. Ad ogni modo, l'ideale hussita era quello di diffondere le loro idee religiose anche nelle contee meridionali del regno ungherese, in particolare tra i borghesi della Sirmia. I predicatori hussiti furono anche i primi a tradurre la Bibbia in ungherese. Ad ogni modo, tutti gli hussiti vennero giustiziati o espulsi dalla Sirmia dagli anni '30 del Quattrocento.
Sigismondo eresse uno splendido palazzo reale (poi distrutto dagli ottomani) a Buda, nell'epoca in cui il villaggio divenne la capitale del suo regno. I proprietari terrieri più ricchi costruirono anche nuove residenze e ristrutturarono le vecchie fortezze per renderle più confortevoli e sicure. Ad esempio, Pipo di Ozora impiegò Masolino da Panicale e altri allievi del Brunelleschi per introdurre lo stile architettonico rinascimentale e la sua corrente artistica in Ungheria.
La difesa del regno e l'attiva politica estera di Sigismondo richiesero nuove risorse. Il re, ad esempio, venne chiamato ad imporre tasse "straordinarie" sui prelati e su 13 villaggi sassoni nello Spiš nel 1412. Egli regolarmente superò le coniazioni annuali per risolvere il problema dell'inflazione portando ad una delle principali ribellioni di contadini ungheresi e rumeni in Transilvania nel 1437. Questa venne soppressa con la forza congiunta dei nobili ungheresi, zekeli e sassoni della Transilvania che conclusero un accordo apposito contro i ribelli.

### Gli Asburgo e gli Jagelloni (1437-1444)

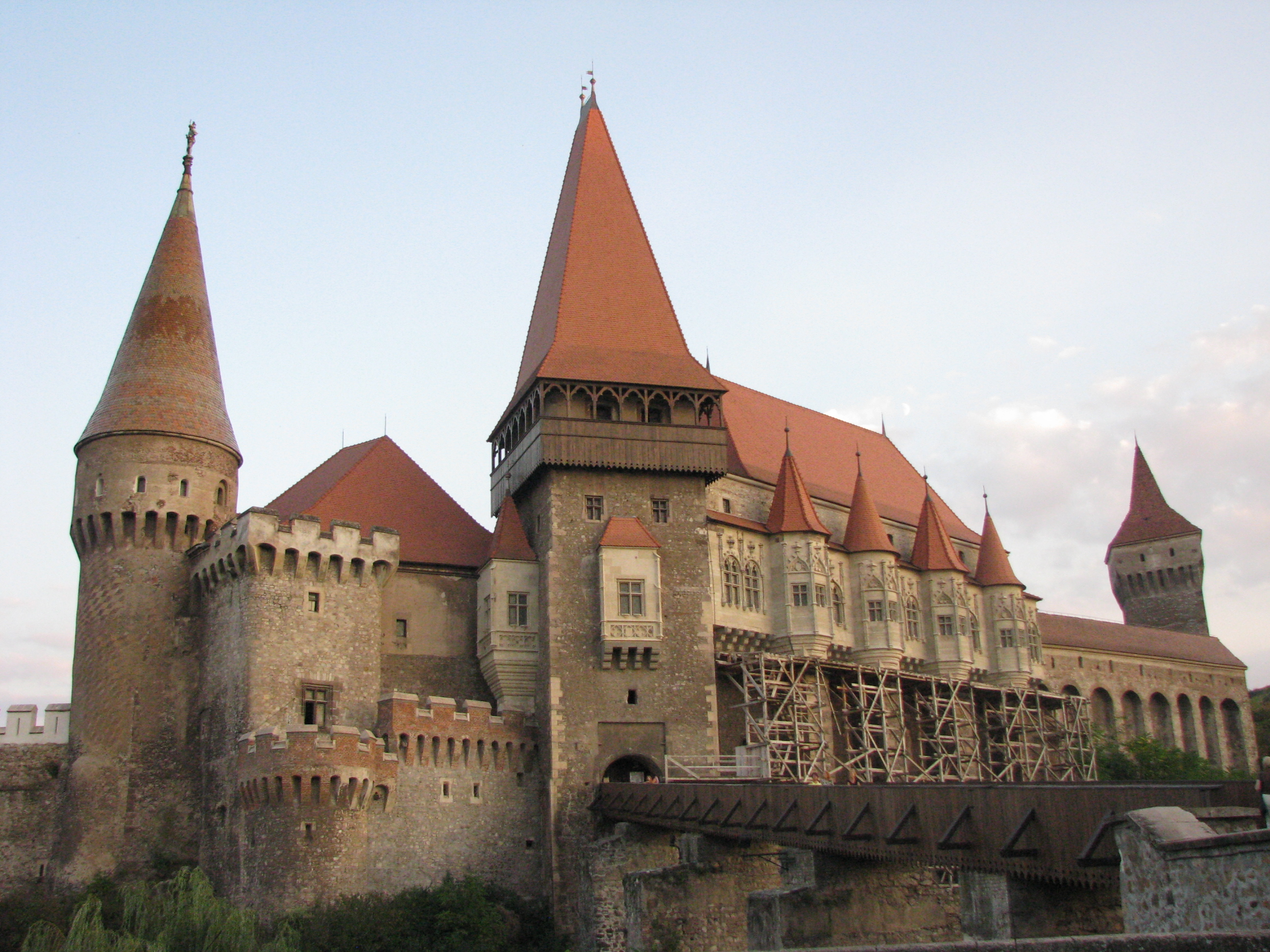
Il Castello Hunyad a Hunedoara.

#### Alberto II (1437-1439)
Sigismondo non ebbe figli e morì nel 1437. I nobili ungheresi elessero a re suo genero, re Alberto V d'Austria, ma questi dovette fare promessa solenne di non prendere decisioni senza aver prima consultato i prelati e i nobili. Il re morì di dissenteria durante una campagna senza successo contro gli ottomani nel 1439.

#### Vladislao I (1439-1444)
Malgrado questo la sua vedova diede alla luce un figlio postumo, Ladislao V, ma i nobili ungheresi preferirono offrire la corona a Ladislao III di Polonia. Dalla guerra civile che ne scoppiò, sia Ladislao V che Ladislao III vennero incoronati re d'Ungheria. Giovanni Hunyadi, talentuoso comandante militare ungherese, sostenne Ladislao III in queste lotte.
Re Ladislao III lo nominò (assieme all'amico Nicholas Újlaki) quale preposto alla difesa dei confini meridionali nel 1441. Hunyadi portò avanti diverse incursioni contro gli ottomani. Durante la sua "lunga campagna" del 1443-1444, le forze ungheresi penetrarono sino a Sofia nell'Impero ottomano. La Santa Sede organizzò una nuova crociata, ma gli ottomani annientarono le forze cristiane nella battaglia di Varna del 1444.

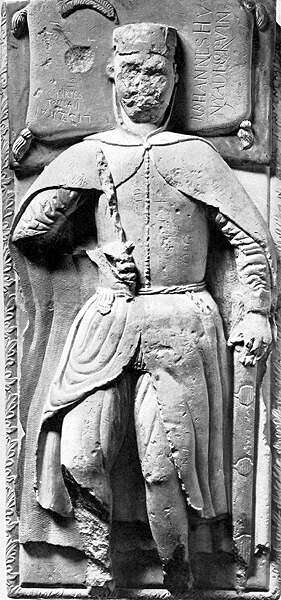
La tomba di Giovanni Hunyadi nella Cattedrale di San Michele ad Alba Iulia (Romania).

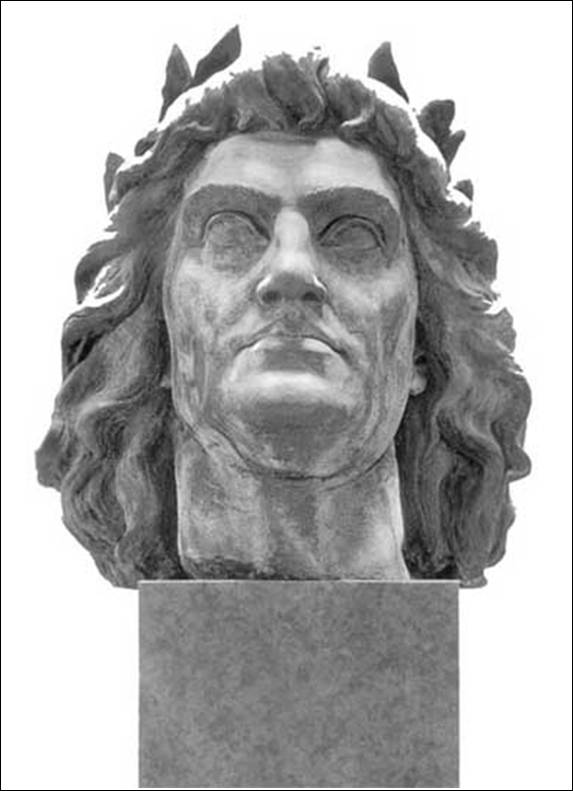
Mattia Corvino a cinquant'anni (scultura contemporanea dal Castello di Buda).

### Gli Hunyadi (1445-1490)

#### Giovanni Hunyadi "Il Reggente" (1446-1456)
Dal momento che Ladislao III morì in battaglia, la Dieta del 1445 elesse Ladislao V quale legittimo monarca. Egli visse alla corte del suo parente, Federico III. I nobili, pertanto, nominarono sette "capitani" (uno dei quali era Giovanni Hunyadi) per governare il regno. La Dieta del 1446 elesse Hunyadi a solo reggente, ma venne stabilito che egli dovesse convocare la Dieta annualmente. Alle Diete, i documenti ufficiali continuarono a essere redatti in latino anche se delegati germanofoni da Presburgo riportarono nel 1446 di non essere in grado di comprendere i contenuti dei dibattiti perché i nobili convenuti conferivano in ungherese.
Gran parte dei territori rimase indipendente dal governo centrale durante la reggenza di Hunyadi. Ad esempio, Federico III mantenne il controllo su molti villaggi confinari con l'Ungheria, mentre un mercenario ceco Giovanni Jiskra di Brandýs amministrò diverse fortezze nelle regioni settentrionali. Hunyadi dovette combattere gli ottomani anche all'interno del loro territorio, ma ancora una volta questa campagna si concluse con la sconfitta delle forze cristiane nel 1448.
I possidenti austriaci e boemi sottoposti al governo di Ladislao V costrinsero l'imperatore Federico III a porre il loro monarca sotto la tutela di un nuovo guardiano, il conte Ulrico II di Celje nel 1452. Hunyadi diede anche le dimissioni dalla sua reggenza in Ungheria, ma continuò ad amministrare gran parte delle rendite dello stato e diverse fortezze. A quell'epoca più del 50% delle rendite statali (circa 120.000 fiorini) derivavano dal monopolio reale del sale e dalle tasse dirette pagate dai contadini.
La caduta di Costantinopoli nel 1453 aprì l'inizio di una nuova fase dell'espansione ottomana sotto il sultano Mehmed II. Egli occupò la Serbia in due anni e decise di prendere Belgrado (in ungherese: Nándorfehérvár), chiave della frontiera ungherese meridionale. La difesa del territorio venne organizzata da Giovanni John Hunyadi, che venne assistito dal predicatore francescano Giovanni da Capestrano. I due mobilitarono 25-30.000 contadini, tagliando le linee di rifornimento ottomane e costringendo questi ultimi a ritirarsi il 22 luglio 1456. Hunyadi morì per un'epidemia due settimane più tardi.

#### Mattia I (1459-1490)
Ulrico di Celje ordinò che il figlio primogenito di Hunyadi, Ladislao ottenesse il controllo di tutti i castelli reali che già erano stati sotto il controllo di suo padre. Ladislao Hunyadi voleva però di più del comando e pertanto fece uccidere Ulrico di Celje a Belgrado. Col fratello minore, Mattia, Ladislao venne arrestato nel marzo del 1457, ma una sua possibile esecuzione venne evitata per opposizione della piccola nobiltà che lo sosteneva. Il re intanto si era trasferito a Praga dove era morto sul finire dell'anno.
Venne convocata quindi una nuova Dieta e i nobili in assemblea elessero Mattia Hunyadi quale nuovo re nel 1458. Il giovane monarca in breve tempo rimosse il potente Ladislao Garay dal suo incarico di palatino e suo zio, Michele Szilágyi dalla reggenza. Guidati da Garay in persona, gli oppositori di Mattia offrirono la corona regale a Federico III, ma Mattia li sconfisse e concluse un trattato di pace con l'imperatore nel 1464. Nel frattempo, la zona cuscinetto a sud dell'Ungheria, collassò con l'occupazione della Serbia e della Bosnia a opera degli ottomani. Come immediata conseguenza, un gran numero di rifugiati serbi s'insediò in Ungheria.
Re Mattia introdusse un gran numero di riforme fiscali e militari. La prima di queste fu che tutti i contadini fossero obbligati a pagare una "tassa straordinaria", spesso senza il consenso della Dieta. Le tasse tradizionali vennero rinominate di modo da abolire le prime esenzioni (ad esempio la "tredicesima" passò sotto il nome di "dovere della Corona" dal 1467). Le stime dei contemporanei suggerivano un'entrata totale annua di 650.000 fiorini d'oro. Più del 60% di queste rendite (circa 400.000 fiorini) derivavano da "tasse straordinarie", ma il monopolio statale del sale continuava a costituire un'entrata notevole (60-80.000 fiorini).
L'incremento delle entrate reali permise a Mattia di creare e mantenere un esercito stabile. Composto in gran parte da mercenari cechi, tedeschi e ungheresi, la sua "Armata nera" fu uno dei principali eserciti professionali europei. Mattia rafforzò i collegamenti tra le fortezze nella frontiera a sud, ma non continuò l'offensiva di suo padre contro gli ottomani. Al contrario egli scatenò una guerra lanciando degli attacchi contro Boemia, Polonia e Austria, comprendendo che questi stavano organizzando insieme un'alleanza anti-ottomana che avrebbe portato sconvolgimento anche nel territorio ungherese.
Anche se la sua guerra contro "l'eretico" Giorgio Poděbrady, re di Boemia, venne sostenuta dalla Santa Sede, il suo cambio di orientamento nella politica estera del regno divenne impopolare. Guidati da János Vitéz, arcivescovo di Esztergom, molti dei sostenitori di Mattia si ribellarono contro di lui nel 1471. Questi offrirono il trono a Casimiro, figlio di Casimiro IV di Polonia, ma Mattia ebbe la meglio senza difficoltà. La sua guerra contro la Boemia si concluse con la pace di Olomouc del 1478 che gli confermò il possesso di Moravia, Slesia e Lusazia. Nel successivo decennio, Mattia mosse guerra all'imperatore Federico III e riuscì ad occupare Stiria e Bassa Austria (tra cui Vienna).
Mattia raramente convocò la Dieta e governò per decreti reali sino dopo il 1471. Egli preferì servirsi della bassa nobiltà e persino dei cittadini comuni piuttosto dei grandi aristocratici nell'amministrazione. Il suo Decretum Maius del 1486 rafforzò l'autorità dei magistrati delle contee, abolendo i diritti del palatino di convocare assemblee giudiziarie nelle contee annullando le immunità. Re "Mattia il Giusto" spesso era solito travestirsi da cittadino comune per vedere da vicino i problemi del suo regno e divenne un eroe popolare già alcuni anni dopo la sua morte.
La corte di Mattia fu «sicuramente tra le più brillanti d'Europa» (Miklós Molnár). La sua biblioteca, la Bibliotheca Corviniana coi suoi 2.000 manoscritti e diverse migliaia di volumi, è la seconda collezione libraria più grande dell'epoca moderna. Mattia fu il primo monarca a nord delle Alpi a introdurre lo stile rinascimentale italiano nel suo regno. Ispirato dalla sua seconda moglie, Beatrice di Napoli, ricostruì i palazzi reali di Buda e Visegrád grazie ad architetti italiani dal 1479.

### Gli Jagelloni (1490-1526)

#### Vladislao II (1490-1516)
I magnati, che non volevano un nuovo re così accentratore, nominarono come nuovo sovrano di Ungheria e Boemia, Vladislao II della famiglia Jagellone di Polonia, con la precisa conoscenza della sua debolezza: egli infatti era conosciuto col soprannome di Re Dobže, o Dobzse (che significa "Buono" o, in senso spregiativo, "Farlocco"), per il suo costume di accettare le decisioni sulla parola, senza che nulla venisse posto per iscritto. Il nuovo sovrano Ladislao II donò gran parte delle proprietà regie alla nobiltà locale. Con questo metodo, il re cercava di stabilizzare il suo nuovo regno e preservare la sua popolarità tra i magnati che difatti reggevano lo stato, facendo però ben presto crollare la credibilità della solidità del suo potere e aumentando le spese feudali del regno. I nobili riuscirono a ridursi le tasse del 70-80%.
Nel 1492 la Dieta limitò la libertà nei movimenti dei servi della gleba ed espanse i loro obblighi nei confronti della nobiltà. Il malcontento esplose nel 1514, quando un folto gruppo di contadini bene armati si preparava per una crociata contro i turchi sotto la guida del capitano György Dózsa e attaccò invece le proprietà terriere e le tenute degli aristocratici per tutta l'Ungheria. Uniti da un comune interesse, i magnati e i nobili minori schiacciarono i ribelli e lo stesso Dozsa, con altri capi ribelli, venne giustiziato in maniera brutale perché fosse d'esempio per gli altri.
Scioccata dalla rivolta contadina, la Dieta del 1514 concesse leggi che condannavano i servi della gleba al loro eterno servaggio e incrementavano i loro obblighi di lavoro. Le pene corporali divennero costume comune e vennero incluse nel Tripartitum del 1514 István Werbőczy, che divenne la base del corpus legislativo ungherese sino alla rivoluzione del 1848. Ad ogni modo, il Tripartitum non venne mai usato come un vero e proprio codice, ma piuttosto servì a garantire eguali parti di potere al re e ai nobili: i nobili riconobbero il re come loro superiore, ma in cambio ottennero il privilegio di eleggere il re stesso. Il Tripartitum inoltre liberava i nobili dalla tassazione, obbligandoli a prestare servizio militare solo nelle guerre difensive e rendendoli immuni dall'arresto arbitrario.

#### Luigi II (1516-1526)
Quando Ladislao II morì nel 1516, suo figlio di dieci anni Luigi II (1516-1526) gli succedette al trono, ma il consiglio regio nominò la Dieta quale tutrice per lo stato. L'Ungheria era in uno status quasi anarchico sotto il governo dei magnati. Le finanze del re erano ormai allo sfacelo e le spese per il mantenimento della corte assorbivano ormai un terzo delle rendite nazionali. Le difese del paese erano scarse perché le truppe confinarie non erano pagate da mesi e le fortezze avevano bisogno di urgenti riparazioni. Nel 1521 il sultano Solimano il Magnifico, riconosciuta la debolezza dell'Ungheria, assediò Belgrado preparandosi ad attaccare l'intera Ungheria.

##### La battaglia di Mohács (1526)
Dopo questi fatti, Luigi II e sua moglie Maria d'Asburgo tentarono un putsch contro i magnati, ma questo non ebbe successo. Nell'agosto del 1526 gli ottomani, guidati da Solimano il Magnifico, comparvero nell'Ungheria meridionale e questi marciò con 100.000 uomini nel cuore del paese. Le forze ungheresi erano in numero inferiore e quando si scontrarono coi turchi nella tragica battaglia di Mohács l'operazione fu uno sfacelo. Gli ungheresi, per quanto ben equipaggiati e allenati, erano in attesa di nuovi rinforzi da Croazia e Transilvania e mancavano di valenti comandanti militari. Gli ungheresi subirono una sanguinosa sconfitta lasciando 20.000 uomini sul campo. Luigi stesso morì negli scontri. Con la sua morte si estinse il ramo degli Jagelloni di Ungheria e si aprì una lunga fase di crisi per il paese.

### Lotta per il trono e disintegrazione del regno medievale (1526-1541)
Dopo la morte di Luigi, le fazioni rivali dei nobili ungheresi elesse due re, János I Zápolya (1526-1540) e Ferdinando d'Asburgo (1526-1564). Ciascuno dei due pretendeva la piena sovranità sull'interno territorio ungherese ma non aveva sufficienti forze a disposizione per eliminare il proprio rivale. Zápolya, ungherese di nascita, era governatore militare della Transilvania e venne riconosciuto sovrano anche dal sultano ottomano con l'appoggio della bassa nobiltà, che si opponeva alla venuta di un re straniero. Il regno di Giovanni I fu però breve e divenne nel 1529 vassallo ottomano giurando fedeltà al sultano. Ferdinando, il primo Asburgo a occupare il trono ungherese, ottenne invece il sostegno di molti dei magnati dell'Ungheria occidentale che speravano che suo fratello, l'imperatore Carlo V, riuscisse ad espellere i turchi dal suolo ungherese. Nel 1538 Giorgio Martinuzzi, consigliere di Zápolya, riuscì a trovare un accordo tra i due contendenti grazie al Trattato di Gran Varadino, che avrebbe reso Ferdinando il solo monarca alla morte di Zápolya che morì dopo la morte di tutti i suoi dieci figli. Il piano collassò quando, inaspettatamente, Zápolya si risposò ed ebbe un figlio. Scoppiò la violenza e i turchi colsero l'occasione per irrompere nel regno, conquistando la città di Buda e dividendo quindi il paese in due distinte aree d'influenza nel 1541, una assegnata a Ferdinando e l'altra agli ottomani.

### Esplicative
1. ↑  Altre lingue parlate dalle minoranze comprendevano polacco, ucraino, rumeno, croato, slovacco, serbo, sloveno e ruteno.
2. ↑  Engel (2001), pp. 44, 57.
«Come ad esempio cseresznye ("ciliegia"), iga ("giogo"), kovács ("fabbro"), ablak ("finestra"), patkó ("ferro di cavallo") o bálvány ("idolo").»

### Bibliografiche
1. ↑  (EN) Robert Bideleux e Ian Jeffries, A History of Eastern Europe: Crisis and Change, Routledge, 2006,  p. 195, ISBN 978-11-34-71985-3.
2. ↑  Bak (1993), p. 269.
3. ↑  (EN) Francis Fukuyama, What's Wrong with Hungary, su Democracy, Development, and the Rule of Law (blog), The American Interest, 6 febbraio 2012. URL consultato il 10 aprile 2022.
4. ↑  (EN) Hayden Spencer, English Literature: From Renaissance to Seventeenth Century, Scientific e-Resources, 2018, ISBN 978-18-39-47295-4.
5. ↑  Kirschbaum (2005), p. 40.
6. ↑  Engel (2001), p. 6.
7. ↑  Molnár (2001), pp. 14-16.
8. ↑  Makkai (1994), p. 13.
9. ↑  Spinei (2003), pp. 81-82.
10. ↑  Spinei (2003), p. 28.
11. ↑  Sedlar (1994), p. 21.
12. 1 2  Engel (2001), p. 20.
13. ↑  Spinei (2003), pp. 19-22.
14. ↑  Spiesz et al. (2006), p. 28.
15. ↑  Spinei (2003), p. 57.
16. ↑  Curta (2006), pp. 192-193.
17. ↑  Spinei (2003), p. 16.
18. ↑  Spinei (2003), pp. 78-79.
19. 1 2 3  Makkai (1994), p. 16.
20. ↑  Kontler (1999), p. 51.
21. ↑  Engel (2001), p. 26.
22. ↑  Molnár (2001), p. 20.
23. 1 2  Engel (2001), p. 27.
24. 1 2 3 4  Makkai (1994), p. 17.
25. 1 2 3 4  Kontler (1999), p. 53.
26. ↑  Kirschbaum (2005), p. 41.
27. ↑  Leggi del Regno Medievale d'Ungheria, 1000-1301, (Stefano I:27), p. 6.
28. 1 2  Kontler (1999), p. 58.
29. 1 2 3 4  Engel (2001), p. 29.
30. 1 2 3  Sedlar (1994), p. 207.
31. ↑  Kontler (1999), p. 56.
32. ↑  Engel (2001), p. 38.
33. 1 2  Spiesz et al. (2006), p. 29.
34. 1 2  Engel (2001), p. 46.
35. ↑  Kontler (1999), p. 72.
36. ↑  Engel (2001), pp. 45-46.
37. 1 2 3  Makkai (1994), p. 20.
38. ↑  Engel (2001), pp. 66-69, 74.
39. 1 2  Engel (2001), pp. 68-69.
40. ↑  Engel (2001), p. 74.
41. ↑  Molnár (2001), p. 26.
42. ↑  Makkai (1994), pp. 18-19.
43. 1 2 3  Kontler (1999), p. 59.
44. 1 2  Makkai (1994), p. 18.
45. 1 2  Kontler (1999), p. 60.
46. ↑  Spiesz et al. (2006), p. 32.
47. ↑  Engel (2001), p. 31.
48. ↑  Curta (2006), p. 251.
49. 1 2  Engel (2001), p. 33.
50. ↑  Leggi del Regno Medievale d'Ungheria, 1000-1301, (Ladislao II:7), p. 14.
51. ↑  Kontler (1999), pp. 61-62.
52. ↑  Kontler (1999), p. 62.
53. ↑  Berend (2006), pp. 75, 237.
54. ↑  Fine (1991), pp. 283-284.
55. 1 2 3  Curta (2006), p. 265.
56. 1 2 3  Goldstein (1999), p. 20.
57. ↑  Kontler (1999), p. 63.
58. 1 2  Engel (2001), p. 34.
59. 1 2  Engel (2001), p. 35.
60. ↑  Sedlar (1994), pp. 225-226.
61. ↑  Fine (1991), p. 284.
62. ↑  Curta (2006), pp. 266-267.
63. ↑  Curta (2006), p. 267.
64. 1 2 3  Goldstein (1999), p. 21.
65. ↑  Curta (2006), p. 266.
66. ↑  Engel (2001), p. 36.
67. ↑  Curta (2006), p. 355.
68. ↑  Kontler (1999), p. 65.
69. ↑  Berend (2006), pp. 75, 111.
70. ↑  Berend (2006), p. 211.
71. ↑  Engel (2001), p. 64.
72. ↑  Engel (2001), pp. 34, 65.
73. 1 2  Engel (2001), p. 59.
74. ↑  Engel (2001), pp. 60-61.
75. 1 2 3  Engel (2001), p. 57.
76. ↑  Engel (2001), p. 56.
77. ↑  Gesta Friderici Imperatoris, 1.32/31, p. 67.
78. 1 2 3 4  Kontler (1999), p. 73.
79. ↑  Engel (2001), p. 116.
80. ↑  Spinei (2003), p. 126.
81. ↑  Engel (2001), pp. 116-117.
82. ↑  Engel (2001), p. 50.
83. ↑  Engel (2001), p. 51.
84. ↑  Fine (1991), pp. 237-238.
85. ↑  Engel (2001), p. 61.
86. ↑  Spiesz et al. (2006), p. 276.
87. ↑  Curta (2006), pp. 352-353.
88. ↑  Berend (2006), p. 141.
89. ↑  Engel (2001), p. 62.
90. ↑  Kontler (1999), pp. 73-74.
91. ↑  Engel (2001), p. 53.
92. ↑  Engel (2001), p. 60.
93. ↑  Kontler (1999), p. 61.
94. ↑  Kontler (1999), p. 74.
95. ↑  Sedlar (1994), p. 55.
96. ↑  Curta (2006), p. 346.
97. ↑  Fine (1994), p. 7.
98. 1 2  Molnár (2001), p. 46.
99. ↑  Rady (2000), p. 66.
100. 1 2 3 4  Kontler (1999), p. 71.
101. 1 2 3  Makkai (1994), p. 21.
102. ↑  Engel (2001), p. 11.
103. 1 2  Kontler (1999), p. 75.
104. ↑  Curta (2006), p. 372.
105. ↑  Fine (1994), p. 61.
106. 1 2  Engel (2001), p. 89.
107. ↑  Engel (2001), p. 93.
108. ↑  (EN) Gabriel Ronay, Lost King of England, Woodridge, The Boydell Press, 1989,  p. 72.
109. ↑  (EN) Paul Robert Magocsi, Encyclopedia of Canada's peoples, University of Toronto Press, 1999,  p. 661.
110. 1 2 3  Engel (2001), p. 91.
111. ↑  Makkai (1994), p. 23.
112. ↑  Rady (2000), p. 34.
113. ↑  Berend (2006), p. 21.
114. 1 2  Kontler (1999), p. 76.
115. ↑  Engel (2001), p. 94.
116. 1 2 3  Kontler (1999), p. 77.
117. ↑  Leggi del Regno Medievale d'Ungheria, 1000-1301, 1222:31, p. 35.
118. ↑  Berend (2006), p. 121.
119. ↑  Engel (2001), p. 96.
120. ↑  Engel (2001), p. 97.
121. ↑  Engel (2001), pp. 89-90.
122. ↑  Curta (2006), pp. 387-388, 405-406.
123. ↑  Makkai (1994), p. 25.
124. ↑  Engel (2001), p. 98.
125. ↑  Spinei (2003), p. 301.
126. 1 2  Engel (2001), p. 99.
127. ↑  Spinei (2003), p. 308.
128. ↑  Epistola di Maestro Ruggero, cap. 34, p. 201.
129. ↑  Sedlar (1994), p. 211.
130. ↑  Curta (2006), pp. 409-411.
131. ↑  Sedlar (1994), p. 213.
132. ↑  Curta (2006), p. 409.
133. ↑  Spinei (2003), p. 427.
134. 1 2 3  Engel (2001), p. 100.
135. 1 2  Spinei (2003), p. 439.
136. 1 2  Sedlar (1994), p. 214.
137. ↑  Spinei (2003), pp. 439, 442.
138. ↑  Curta (2006), p. 413.
139. ↑  Engel (2001), pp. 101-102.
140. ↑  Molnár (2001), p. 34.
141. ↑  Curta (2006), p. 414.
142. ↑  Engel (2001), p. 103.
143. ↑  Berend (2006), pp. 242-243.
144. ↑  Kontler (1999), p. 80.
145. ↑  Engel (2001), p. 104.
146. 1 2  Kontler (1999), p. 81.
147. ↑  Molnár (2001), p. 38.
148. ↑  Spinei (2003), pp. 104-105.
149. ↑  Engel (2001), p. 105.
150. ↑  Engel (2001), p. 113.
151. ↑  Engel (2001), p. 272.
152. ↑  Engel (2001), p. 111.
153. ↑  Makkai (1994), p. 33.
154. ↑  Engel (2001), p. 112.
155. ↑  Engel (2001), pp. 112-113.
156. ↑  Spiesz et al. (2006), p. 34.
157. ↑  Sedlar (1994), p. 377.
158. ↑  Kontler (1999), pp. 81-82.
159. ↑  Fine (1994), pp. 171-175.
160. 1 2  Engel (2001), p. 106.
161. ↑  Engel (2001), p. 120.
162. ↑  Rady (2000), pp. 91-93.
163. ↑  Rady (2000), pp. 79, 84, 91-93.
164. ↑  Engel (2001), pp. 120-121.
165. ↑  Sedlar (1994), p. 276.
166. ↑  Engel (2001), pp. 107-108.
167. ↑  Engel (2001), p. 108.
168. ↑  Engel (2001), pp. 108-109.
169. ↑  Sedlar (1994), pp. 406-407.
170. 1 2  Engel (2001), p. 109.
171. ↑  Sedlar (1994), p. 219.
172. ↑  Makkai (1994), p. 31.
173. ↑  Sedlar (1994), p. 163.
174. 1 2 3  Engel (2001), p. 110.
175. ↑  Sedlar (1994), p. 33.
176. ↑  Sedlar (1994), p. 286.
177. 1 2  Kontler (1999), p. 84.
178. ↑  Engel (2001), p. 111, 124.
179. ↑  Makkai (1994), p. 34.
180. ↑  Kirschbaum (2005), pp. 44-45.
181. ↑  Engel (2001), p. 126.
182. ↑  Engel (2001), p. 128.
183. 1 2  Kontler (1999), p. 87.
184. ↑  Engel (2001), p. 129.
185. ↑  Engel (2001), p. 130.
186. ↑  Makkai (1994), p. 37.
187. 1 2 3  Kontler (1999), p. 88.
188. ↑  Engel (2001), p. 132.
189. ↑  Engel (2001), p. 131.
190. ↑  Makkai (1994), pp. 37-38.
191. ↑  Engel (2001), p. 133.
192. 1 2  Engel (2001), p. 140.
193. 1 2  Kontler (1999), p. 89.
194. ↑  Engel (2001), p. 141.
195. ↑  Rady (2000), pp. 107-109.
196. 1 2 3  Kontler (1999), p. 90.
197. ↑  Engel (2001), pp. 155-156.
198. ↑  Bak (1994), p. 58.
199. ↑  Sedlar (1994), p. 346.
200. 1 2  Sedlar (1994), p. 348.
201. ↑  Engel (2001), p. 159.
202. ↑  Engel (2001), pp. 159-160.
203. ↑  Molnár (2001), p. 50.
204. ↑  Molnár (2001), p. 51.
205. ↑  Kontler (1999), p. 93.
206. ↑  Engel (2001), p. 161.
207. ↑  Engel (2001), p. 269.
208. ↑  Engel (2001), p. 270.
209. ↑  Engel (2001), pp. 269-270.
210. ↑  Kontler (1999), p. 97.
211. ↑  Kontler (1999), p. 98.
212. ↑  Engel (2001), p. 175.
213. ↑  Rady (2000), pp. 57-58.
214. ↑  Engel (2001), p. 261.
215. 1 2  Bak (1993), p. 277.
216. 1 2  Kirschbaum (2005), p. 46.
217. ↑  Engel (2001), p. 167.
218. 1 2  Georgescu (1991), p. 18.
219. ↑  Goldstein (1999), p. 27.
220. ↑  Engel (2001), pp. 162-165.
221. 1 2 3 4  Engel (2001), p. 165.
222. ↑  Engel (2001), pp. 165-166.
223. ↑  Engel (2001), p. 172.
224. ↑  Molnár (2001), p. 53.
225. ↑  Engel (2001), pp. 172-173.
226. 1 2  Kontler (1999), p. 99.
227. ↑  Engel (2001), pp. 147-148.
228. ↑  Kontler (1999), pp. 99-100.
229. ↑  Sedlar (1994), p. 472.
230. ↑  Engel (2001), p. 194.
231. 1 2 3 4  Kontler (1999), p. 101.
232. ↑  Engel (2001), p. 195.
233. ↑  Engel (2001), p. 198.
234. ↑  Bak (1994), p. 54.
235. ↑  Fine (1994), p. 397.
236. ↑  Kontler (1999), p. 102.
237. ↑  Engel (2001), pp. 199-201.
238. ↑  Fine (1994), p. 398.
239. ↑  Engel (2001), p. 201.
240. ↑  Fine (1994), p. 412.
241. ↑  Kontler (1999), pp. 102-103.
242. ↑  Fine (1994), p. 424.
243. ↑  Engel (2001), p. 203.
244. 1 2  Kontler (1999), p. 104.
245. 1 2  Sedlar (1994), p. 167.
246. 1 2  Engel (2001), p. 219.
247. ↑  Kirschbaum (2005), p. 53.
248. 1 2  Engel (2001), p. 206.
249. 1 2  Molnár (2001), p. 56.
250. ↑  Engel (2001), p. 208.
251. ↑  Engel (2001), p. 210.
252. 1 2  Kontler (1999), p. 106.
253. 1 2  Engel (2001), p. 214.
254. ↑  Molnár (2001), p. 57.
255. ↑  Kontler (1999), p. 105.
256. ↑  Goldstein (1999), pp. 29-30.
257. ↑  Fine (1994), pp. 489-490.
258. 1 2  Bak (1994), p. 61.
259. ↑  Engel (2001), pp. 232-234.
260. 1 2 3 4  Engel (2001), p. 237.
261. ↑  Crowe (2007), p. 70.
262. ↑  Kontler (1999), p. 111.
263. ↑  Engel (2001), p. 339.
264. ↑  Spiesz et al. (2006), pp. 52-53.
265. 1 2 3  Bak (1994), p. 60.
266. 1 2 3  Engel (2001), p. 241.
267. ↑  Kontler (1999), p. 126.
268. 1 2  Kontler (1999), p. 109.
269. ↑  Engel (2001), pp. 227-228.
270. ↑  Georgescu (1991), p. 30.
271. ↑  Georgescu (1991), pp. 31, 41.
272. ↑  Bak (1994), p. 62.
273. 1 2  Engel (2001), p. 279.
274. ↑  Kontler (1999), p. 112.
275. ↑  Engel (2001), pp. 279-280.
276. ↑  Bak (1994), p. 63.
277. 1 2 3  Engel (2001), pp. 282-283.
278. ↑  Engel (2001), pp. 284-285.
279. ↑  Kontler (1999), p. 114.
280. ↑  Engel (2001), pp. 286-287.
281. 1 2  Kontler (1999), p. 116.
282. ↑  Engel (2001), p. 288.
283. 1 2  Bak (1994), p. 67.
284. 1 2 3  Engel (2001), p. 289.
285. ↑  Spiesz et al. (2006), p. 54.
286. ↑  Engel (2001), p. 291.
287. ↑  Engel (2001), p. 292.
288. ↑  Kontler (1999), p. 117.
289. ↑  Bak (1994), p. 68.
290. ↑  Engel (2001), p. 295.
291. ↑  Fine (1991), pp. 568-569.
292. ↑  Sedlar (1994), p. 251.
293. 1 2  Engel (2001), p. 296.
294. 1 2  Bak (1994), p. 69.
295. ↑  Kontler (1999), p. 118.
296. 1 2 3  Bak (1994), p. 70.
297. ↑  Engel (2001), p. 298.
298. 1 2  Engel (2001), p. 299.
299. ↑  Engel (2001), pp. 300-301.
300. ↑  Fine (1994), p. 576.
301. ↑  Kontler (1999), p. 121.
302. ↑  Engel (2001), pp. 310-311.
303. ↑  Kontler (1999), p. 120.
304. ↑  Bak (1994), p. 71.
305. 1 2  Engel (2001), p. 311.
306. ↑  Sedlar (1994), pp. 225, 238.
307. ↑  Engel (2001), p. 309.
308. ↑  Engel (2001), pp. 308-309.
309. 1 2  Kontler (1999), p. 125.
310. ↑  Kontler (1999), pp. 123-125.
311. ↑  Engel (2001), pp. 303-304.
312. 1 2 3  Bak (1994), p. 72.
313. ↑  Bak (1994), pp. 72-73.
314. 1 2  Bak (1994), p. 73.
315. ↑  Sedlar (1994), p. 290.
316. ↑  Engel (2001), p. 316.
317. 1 2  Bak (1994), p. 74.
318. ↑  Molnár (2001), p. 79.
319. 1 2 3  Engel (2001), p. 319.
320. ↑  (EN) Vladislas II, su Encyclopedia Britannica. URL consultato il 10 aprile 2022.
321. 1 2 3  Teke (1981), pp. 290-299.
322. ↑  (EN) Louis II king of Hungary, su Encyclopedia Britannica. URL consultato il 10 aprile 2022.
323. ↑   Battaglia di Mohacs, in Dizionario di storia, Roma, Istituto dell'Enciclopedia Italiana, 2010. URL consultato il 10 aprile 2022.
324. 1 2  (EN) István Keul, Early modern religious communities in East-Central Europe: ethnic diversity, denominational plurality, and corporative politics in the principality of Transylvania (1526–1691), BRILL, 2009,  p. 40.

### Fonti primarie
- Anonimo notaio di re Béla, Gesta Hungarorum, traduzione di Martyn Rady e László Veszprémy, CEU Press, 2010, ISBN 978-963-9776-95-1.
- Martyn Rady, László Veszprémy e János M. Bak, L'epistola di Maestro Ruggero ed il Lamento per la Distruzione del Regno d'Ungheria da parte dei Tartari, in János M. Bak e Martyn Rady (a cura di), Anonimo e Maestro Ruggero, CEU Press, 2010, ISBN 978-963-9776-95-1.
- Charles Christopher Mierow e Richard Emery (a cura di), I decreti di Federico Barbarossa negli scritti di Ottone di Frisinga e del suo continuatore, Rahewin, Columbia University Press, 1953, ISBN 0-231-13419-3.
- (EN) The Laws of King Stephen I (1000-1038), in The Laws of the Medieval Kingdom of Hungary, 1000-1301, traduzione di János M. Bak, György Bónis, James Ross Sweeney, 2ª ed., Charles Schlacks, Jr. Publishers, 1999,  pp. 1-11, ISBN 1-884445-29-2.

### Fonti secondarie
- (EN) János M. Bak, "Linguistic pluralism" in Medieval Hungary, in The Culture of Christendom: Essays in Medieval History in Memory of Denis L. T. Bethel, The Hambledon Press, 1993, ISBN 1-85285-064-7.
- (EN) János M. Bak, The late medieval period, 1382-1526, in A History of Hungary, Indiana University Press, 1994, ISBN 0-253-20867-X.
- (EN) Nora Berend, At the Gate of Christendom: Jews, Muslims and "Pagans" in Medieval Hungary, c. 1000-c.1300, Cambridge University Press, 2006, ISBN 978-0-521-02720-5.
- (EN) David M. Crowe, A History of the Gypsies of Eastern Europe and Russia, Palgrave MacMillan, 2007, ISBN 978-1-4039-8009-0.
- (EN) Florin Curta, Southeastern Europe in the Middle Ages, 500-1250, Cambridge, Cambridge University Press, 2006, ISBN 978-0-511-81563-8.
- (EN) Pál Engel, The Realm of St Stephen: A History of Medieval Hungary, 895-1526, I.B. Tauris Publishers, 2001, ISBN 1-86064-061-3.
- (EN) John Van Antwerp Jr. Fine, The Early Medieval Balkans: A Critical Survey from the Sixth to the Late Twelfth Century, Ann Arbor, University of Michigan Press, 1991, ISBN 0-472-08149-7.
- (EN) John V.A Fine, The Late Medieval Balkans: A Critical Survey from the Late Twelfth Century to the Ottoman Conquest, The University of Michigan Press, 1994, ISBN 0-472-08260-4.
- (EN) Vlad Georgescu, The Romanians: A History, Ohio State University Press, 1991, ISBN 0-8142-0511-9.
- (EN) Ivo Goldstein, Croatia: A History, traduzione di Nikolina Jovanović, McGill-Queen's University Press, 1999, ISBN 978-0-7735-2017-2.
- (EN) Stanislav J. Kirschbaum, A History of Slovakia: The Struggle for Survival, 2ª ed., Basingstoke, Macmillan, 2005, ISBN 978-03-33-62079-3.
- (EN) László Kontler, Millennium in Central Europe: A History of Hungary, Atlantisz Publishing House, 1999, ISBN 963-9165-37-9.
- (EN) László Makkai, Hungary before the Hungarian conquest; The Hungarians' prehistory, their conquest of Hungary and their raids to the West to 955, in A History of Hungary, Indiana University Press, 1994,  pp. 1-14, ISBN 963-7081-01-1.
- (EN) Miklós Molnár, A Concise History of Hungary, Cambridge University Press, 2001, ISBN 978-0-521-66736-4.
- (EN) Martyn Rady, Nobility, Land and Service in Medieval Hungary, Palgrave (in association with School of Slavonic and East European Studies, University College London), 2000, ISBN 0-333-80085-0.
- (EN) Timothy Reutel, The New Cambridge Medieval History, 3, c.900-c.1024, Cambridge University Press, 2000, ISBN 978-0-521-36447-8.
- (EN) Jean W. Sedlar, East Central Europe in the Middle Ages, 1000–1500, University of Washington Press, 1994, ISBN 0-295-97290-4.
- (EN) Anton Spiesz, Dusan Čaplovič e Ladislaus J. Bolčazy, Illustrated Slovak History: A Struggle for Sovereignty in Central Europe, Bolčazy-Carducci Publishers, 2006, ISBN 978-0-86516-426-0.
- (EN) Victor Spinei, The Great Migrations in the East and South East of Europe from the Ninth to the Thirteenth Century, 2003, ISBN 978-973-85894-5-2.